# Llista d'asteroides (318001-319000)
Llista d'asteroides del 318.001 al 319.000, amb data de descoberta i descobridor. És un fragment de la llista d'asteroides completa. Als asteroides se'ls dona un número quan es confirma la seva òrbita, per tant apareixen llistats aproximadament segons la data de descobriment.

## 318001-318100
| Nom    | Designació provisional | Data de descobriment | Lloc de descobriment | Descobridor/s            |
| ------ | ---------------------- | -------------------- | -------------------- | ------------------------ |
| 318001 | 2004 CP24              | 12 de febrer de 2004 | Palomar              | NEAT                     |
| 318002 | 2004 CZ41              | 9 de febrer de 2004  | Palomar              | NEAT                     |
| 318003 | 2004 CM49              | 14 de febrer de 2004 | Kitt Peak            | Spacewatch               |
| 318004 | 2004 CQ54              | 11 de febrer de 2004 | Palomar              | NEAT                     |
| 318005 | 2004 CV58              | 10 de febrer de 2004 | Palomar              | NEAT                     |
| 318006 | 2004 CV60              | 11 de febrer de 2004 | Palomar              | NEAT                     |
| 318007 | 2004 CG75              | 11 de febrer de 2004 | Palomar              | NEAT                     |
| 318008 | 2004 CN83              | 12 de febrer de 2004 | Kitt Peak            | Spacewatch               |
| 318009 | 2004 CD92              | 14 de febrer de 2004 | Palomar              | NEAT                     |
| 318010 | 2004 CJ93              | 15 de febrer de 2004 | Socorro              | LINEAR                   |
| 318011 | 2004 CV99              | 15 de febrer de 2004 | Catalina             | CSS                      |
| 318012 | 2004 CN110             | 11 de febrer de 2004 | Anderson Mesa        | LONEOS                   |
| 318013 | 2004 CY118             | 11 de febrer de 2004 | Kitt Peak            | Spacewatch               |
| 318014 | 2004 DE2               | 19 de febrer de 2004 | Haleakala            | NEAT                     |
| 318015 | 2004 DG4               | 16 de febrer de 2004 | Socorro              | LINEAR                   |
| 318016 | 2004 DZ22              | 18 de febrer de 2004 | Catalina             | CSS                      |
| 318017 | 2004 DH27              | 16 de febrer de 2004 | Kitt Peak            | Spacewatch               |
| 318018 | 2004 DB34              | 18 de febrer de 2004 | Catalina             | CSS                      |
| 318019 | 2004 DZ40              | 18 de febrer de 2004 | Socorro              | LINEAR                   |
| 318020 | 2004 DD44              | 16 de febrer de 2004 | Socorro              | LINEAR                   |
| 318021 | 2004 DM63              | 29 de febrer de 2004 | Kitt Peak            | Spacewatch               |
| 318022 | 2004 DE68              | 26 de febrer de 2004 | Kitt Peak            | M. W. Buie               |
| 318023 | 2004 ET1               | 11 de març de 2004   | Palomar              | NEAT                     |
| 318024 | 2004 EE6               | 12 de març de 2004   | Palomar              | NEAT                     |
| 318025 | 2004 EO6               | 12 de març de 2004   | Palomar              | NEAT                     |
| 318026 | 2004 ES13              | 11 de març de 2004   | Palomar              | NEAT                     |
| 318027 | 2004 EW15              | 12 de març de 2004   | Palomar              | NEAT                     |
| 318028 | 2004 EB16              | 12 de març de 2004   | Palomar              | NEAT                     |
| 318029 | 2004 EN23              | 14 de març de 2004   | Palomar              | NEAT                     |
| 318030 | 2004 EV27              | 15 de març de 2004   | Kitt Peak            | Spacewatch               |
| 318031 | 2004 ES37              | 14 de març de 2004   | Palomar              | NEAT                     |
| 318032 | 2004 EX37              | 14 de març de 2004   | Kitt Peak            | Spacewatch               |
| 318033 | 2004 EN48              | 15 de març de 2004   | Socorro              | LINEAR                   |
| 318034 | 2004 EW50              | 14 de març de 2004   | Kitt Peak            | Spacewatch               |
| 318035 | 2004 EC53              | 15 de març de 2004   | Socorro              | LINEAR                   |
| 318036 | 2004 EU53              | 15 de març de 2004   | Socorro              | LINEAR                   |
| 318037 | 2004 EY62              | 13 de març de 2004   | Palomar              | NEAT                     |
| 318038 | 2004 ED65              | 14 de març de 2004   | Socorro              | LINEAR                   |
| 318039 | 2004 EK78              | 15 de març de 2004   | Catalina             | CSS                      |
| 318040 | 2004 ED91              | 15 de març de 2004   | Kitt Peak            | Spacewatch               |
| 318041 | 2004 EN91              | 15 de març de 2004   | Kitt Peak            | Spacewatch               |
| 318042 | 2004 EF93              | 14 de març de 2004   | Kitt Peak            | Spacewatch               |
| 318043 | 2004 FG10              | 16 de març de 2004   | Campo Imperatore     | CINEOS                   |
| 318044 | 2004 FQ17              | 26 de març de 2004   | Socorro              | LINEAR                   |
| 318045 | 2004 FU17              | 27 de març de 2004   | Socorro              | LINEAR                   |
| 318046 | 2004 FT23              | 17 de març de 2004   | Kitt Peak            | Spacewatch               |
| 318047 | 2004 FB26              | 17 de març de 2004   | Socorro              | LINEAR                   |
| 318048 | 2004 FM30              | 29 de març de 2004   | Socorro              | LINEAR                   |
| 318049 | 2004 FB31              | 29 de març de 2004   | Socorro              | LINEAR                   |
| 318050 | 2004 FC32              | 30 de març de 2004   | Socorro              | LINEAR                   |
| 318051 | 2004 FY50              | 18 de març de 2004   | Kitt Peak            | Spacewatch               |
| 318052 | 2004 FC52              | 19 de març de 2004   | Socorro              | LINEAR                   |
| 318053 | 2004 FR52              | 19 de març de 2004   | Socorro              | LINEAR                   |
| 318054 | 2004 FA55              | 18 de març de 2004   | Kitt Peak            | Spacewatch               |
| 318055 | 2004 FV60              | 18 de març de 2004   | Kitt Peak            | Spacewatch               |
| 318056 | 2004 FQ67              | 20 de març de 2004   | Socorro              | LINEAR                   |
| 318057 | 2004 FF83              | 17 de març de 2004   | Siding Spring        | Siding Spring Survey     |
| 318058 | 2004 FE84              | 18 de març de 2004   | Kitt Peak            | Spacewatch               |
| 318059 | 2004 FY88              | 20 de març de 2004   | Kitt Peak            | Spacewatch               |
| 318060 | 2004 FT90              | 20 de març de 2004   | Siding Spring        | Siding Spring Survey     |
| 318061 | 2004 FR91              | 22 de març de 2004   | Socorro              | LINEAR                   |
| 318062 | 2004 FX91              | 22 de març de 2004   | Socorro              | LINEAR                   |
| 318063 | 2004 FM122             | 26 de març de 2004   | Socorro              | LINEAR                   |
| 318064 | 2004 FS127             | 27 de març de 2004   | Socorro              | LINEAR                   |
| 318065 | 2004 FQ128             | 27 de març de 2004   | Kitt Peak            | Spacewatch               |
| 318066 | 2004 FX136             | 28 de març de 2004   | Socorro              | LINEAR                   |
| 318067 | 2004 FS140             | 27 de març de 2004   | Socorro              | LINEAR                   |
| 318068 | 2004 FS143             | 28 de març de 2004   | Socorro              | LINEAR                   |
| 318069 | 2004 FW147             | 16 de març de 2004   | Socorro              | LINEAR                   |
| 318070 | 2004 FW148             | 16 de març de 2004   | Kitt Peak            | Spacewatch               |
| 318071 | 2004 FZ152             | 17 de març de 2004   | Kitt Peak            | Spacewatch               |
| 318072 | 2004 FE161             | 18 de març de 2004   | Socorro              | LINEAR                   |
| 318073 | 2004 GN1               | 10 d'abril de 2004   | Palomar              | NEAT                     |
| 318074 | 2004 GP1               | 10 d'abril de 2004   | Palomar              | NEAT                     |
| 318075 | 2004 GW8               | 12 d'abril de 2004   | Kitt Peak            | Spacewatch               |
| 318076 | 2004 GL11              | 13 d'abril de 2004   | Catalina             | CSS                      |
| 318077 | 2004 GK12              | 9 d'abril de 2004    | Siding Spring        | Siding Spring Survey     |
| 318078 | 2004 GA14              | 13 d'abril de 2004   | Catalina             | CSS                      |
| 318079 | 2004 GM14              | 13 d'abril de 2004   | Kitt Peak            | Spacewatch               |
| 318080 | 2004 GD19              | 12 d'abril de 2004   | Palomar              | NEAT                     |
| 318081 | 2004 GG20              | 15 d'abril de 2004   | Siding Spring        | Siding Spring Survey     |
| 318082 | 2004 GP20              | 9 d'abril de 2004    | Siding Spring        | Siding Spring Survey     |
| 318083 | 2004 GE21              | 11 d'abril de 2004   | Palomar              | NEAT                     |
| 318084 | 2004 GP27              | 15 d'abril de 2004   | Palomar              | NEAT                     |
| 318085 | 2004 GO42              | 14 d'abril de 2004   | Anderson Mesa        | LONEOS                   |
| 318086 | 2004 GQ48              | 12 d'abril de 2004   | Kitt Peak            | Spacewatch               |
| 318087 | 2004 GW48              | 12 d'abril de 2004   | Kitt Peak            | Spacewatch               |
| 318088 | 2004 GL60              | 14 d'abril de 2004   | Kitt Peak            | Spacewatch               |
| 318089 | 2004 GX66              | 13 d'abril de 2004   | Kitt Peak            | Spacewatch               |
| 318090 | 2004 GZ70              | 13 d'abril de 2004   | Palomar              | NEAT                     |
| 318091 | 2004 GD72              | 14 d'abril de 2004   | Kitt Peak            | Spacewatch               |
| 318092 | 2004 GA75              | 15 d'abril de 2004   | Socorro              | LINEAR                   |
| 318093 | 2004 GJ76              | 15 d'abril de 2004   | Kitt Peak            | Spacewatch               |
| 318094 | 2004 GP77              | 14 d'abril de 2004   | Catalina             | CSS                      |
| 318095 | 2004 GW77              | 15 d'abril de 2004   | Socorro              | LINEAR                   |
| 318096 | 2004 GY88              | 13 d'abril de 2004   | Apache Point         | Sloan Digital Sky Survey |
| 318097 | 2004 HA12              | 19 d'abril de 2004   | Socorro              | LINEAR                   |
| 318098 | 2004 HJ20              | 19 d'abril de 2004   | Goodricke-Pigott     | Goodricke-Pigott         |
| 318099 | 2004 HZ28              | 20 d'abril de 2004   | Socorro              | LINEAR                   |
| 318100 | 2004 HU33              | 16 d'abril de 2004   | Socorro              | LINEAR                   |

## 318101-318200
| Nom    | Designació provisional | Data de descobriment  | Lloc de descobriment | Descobridor/s        |
| ------ | ---------------------- | --------------------- | -------------------- | -------------------- |
| 318101 | 2004 HY40              | 19 d'abril de 2004    | Kitt Peak            | Spacewatch           |
| 318102 | 2004 HM43              | 20 d'abril de 2004    | Siding Spring        | Siding Spring Survey |
| 318103 | 2004 HP45              | 21 d'abril de 2004    | Socorro              | LINEAR               |
| 318104 | 2004 HT45              | 21 d'abril de 2004    | Socorro              | LINEAR               |
| 318105 | 2004 HR50              | 23 d'abril de 2004    | Kitt Peak            | Spacewatch           |
| 318106 | 2004 HM54              | 21 d'abril de 2004    | Kitt Peak            | Spacewatch           |
| 318107 | 2004 HN74              | 15 de gener de 1997   | Campo Imperatore     | Campo Imperatore     |
| 318108 | 2004 HC75              | 30 d'abril de 2004    | Siding Spring        | Siding Spring Survey |
| 318109 | 2004 JG2               | 11 de maig de 2004    | Goodricke-Pigott     | R. A. Tucker         |
| 318110 | 2004 JK2               | 12 de maig de 2004    | Desert Eagle         | W. K. Y. Yeung       |
| 318111 | 2004 JK12              | 13 de maig de 2004    | Socorro              | LINEAR               |
| 318112 | 2004 JU12              | 13 de maig de 2004    | Reedy Creek          | J. Broughton         |
| 318113 | 2004 JJ13              | 13 de maig de 2004    | Socorro              | LINEAR               |
| 318114 | 2004 JE18              | 13 de maig de 2004    | Anderson Mesa        | LONEOS               |
| 318115 | 2004 JD25              | 15 de maig de 2004    | Socorro              | LINEAR               |
| 318116 | 2004 JY29              | 15 de maig de 2004    | Socorro              | LINEAR               |
| 318117 | 2004 JH31              | 15 de maig de 2004    | Socorro              | LINEAR               |
| 318118 | 2004 KL12              | 22 de maig de 2004    | Catalina             | CSS                  |
| 318119 | 2004 KC13              | 23 de maig de 2004    | Socorro              | LINEAR               |
| 318120 | 2004 KG13              | 19 de maig de 2004    | Kitt Peak            | Spacewatch           |
| 318121 | 2004 KL14              | 23 de maig de 2004    | Kitt Peak            | Spacewatch           |
| 318122 | 2004 KH16              | 24 de maig de 2004    | Socorro              | LINEAR               |
| 318123 | 2004 LD10              | 14 de juny de 2004    | Reedy Creek          | J. Broughton         |
| 318124 | 2004 LA18              | 15 de juny de 2004    | Kitt Peak            | Spacewatch           |
| 318125 | 2004 LZ20              | 12 de juny de 2004    | Kitt Peak            | Spacewatch           |
| 318126 | 2004 NL9               | 9 de juliol de 2004   | Socorro              | LINEAR               |
| 318127 | 2004 NB13              | 11 de juliol de 2004  | Socorro              | LINEAR               |
| 318128 | 2004 NB22              | 10 de juliol de 2004  | Palomar              | NEAT                 |
| 318129 | 2004 NS33              | 15 de juliol de 2004  | Siding Spring        | Siding Spring Survey |
| 318130 | 2004 OL3               | 16 de juliol de 2004  | Socorro              | LINEAR               |
| 318131 | 2004 OK7               | 16 de juliol de 2004  | Socorro              | LINEAR               |
| 318132 | 2004 ON10              | 21 de juliol de 2004  | Reedy Creek          | J. Broughton         |
| 318133 | 2004 PF2               | 7 d'agost de 2004     | Reedy Creek          | J. Broughton         |
| 318134 | 2004 PT15              | 7 d'agost de 2004     | Palomar              | NEAT                 |
| 318135 | 2004 PJ24              | 8 d'agost de 2004     | Socorro              | LINEAR               |
| 318136 | 2004 PM29              | 7 d'agost de 2004     | Palomar              | NEAT                 |
| 318137 | 2004 PS33              | 8 d'agost de 2004     | Anderson Mesa        | LONEOS               |
| 318138 | 2004 PK39              | 9 d'agost de 2004     | Socorro              | LINEAR               |
| 318139 | 2004 PB41              | 9 d'agost de 2004     | Siding Spring        | Siding Spring Survey |
| 318140 | 2004 PL42              | 10 d'agost de 2004    | Socorro              | LINEAR               |
| 318141 | 2004 PD46              | 7 d'agost de 2004     | Siding Spring        | Siding Spring Survey |
| 318142 | 2004 PO52              | 8 d'agost de 2004     | Socorro              | LINEAR               |
| 318143 | 2004 PO59              | 9 d'agost de 2004     | Anderson Mesa        | LONEOS               |
| 318144 | 2004 PR64              | 10 d'agost de 2004    | Socorro              | LINEAR               |
| 318145 | 2004 PQ66              | 11 d'agost de 2004    | Socorro              | LINEAR               |
| 318146 | 2004 PV69              | 7 d'agost de 2004     | Palomar              | NEAT                 |
| 318147 | 2004 PL72              | 8 d'agost de 2004     | Socorro              | LINEAR               |
| 318148 | 2004 PG80              | 9 d'agost de 2004     | Socorro              | LINEAR               |
| 318149 | 2004 PC89              | 8 d'agost de 2004     | Campo Imperatore     | CINEOS               |
| 318150 | 2004 PV91              | 12 d'agost de 2004    | Socorro              | LINEAR               |
| 318151 | 2004 PZ91              | 12 d'agost de 2004    | Socorro              | LINEAR               |
| 318152 | 2004 PP94              | 10 d'agost de 2004    | Anderson Mesa        | LONEOS               |
| 318153 | 2004 PE102             | 10 d'agost de 2004    | Anderson Mesa        | LONEOS               |
| 318154 | 2004 PC103             | 12 d'agost de 2004    | Socorro              | LINEAR               |
| 318155 | 2004 PH103             | 12 d'agost de 2004    | Socorro              | LINEAR               |
| 318156 | 2004 PR113             | 11 d'agost de 2004    | Socorro              | LINEAR               |
| 318157 | 2004 PX113             | 11 d'agost de 2004    | Socorro              | LINEAR               |
| 318158 | 2004 PZ113             | 8 d'agost de 2004     | Socorro              | LINEAR               |
| 318159 | 2004 QH                | 17 d'agost de 2004    | Costitx              | OAM                  |
| 318160 | 2004 QZ2               | 20 d'agost de 2004    | Catalina             | CSS                  |
| 318161 | 2004 QZ3               | 16 d'agost de 2004    | Palomar              | NEAT                 |
| 318162 | 2004 QU4               | 20 d'agost de 2004    | Goodricke-Pigott     | R. A. Tucker         |
| 318163 | 2004 QD13              | 21 d'agost de 2004    | Siding Spring        | Siding Spring Survey |
| 318164 | 2004 QC15              | 22 d'agost de 2004    | Kitt Peak            | Spacewatch           |
| 318165 | 2004 QT18              | 21 d'agost de 2004    | Catalina             | CSS                  |
| 318166 | 2004 QN21              | 23 d'agost de 2004    | Kitt Peak            | Spacewatch           |
| 318167 | 2004 QM24              | 27 d'agost de 2004    | Socorro              | LINEAR               |
| 318168 | 2004 RY                | 5 de setembre de 2004 | Klet                 | Klet                 |
| 318169 | 2004 RZ3               | 4 de setembre de 2004 | Palomar              | NEAT                 |
| 318170 | 2004 RO8               | 6 de setembre de 2004 | Goodricke-Pigott     | Goodricke-Pigott     |
| 318171 | 2004 RU11              | 7 de setembre de 2004 | Socorro              | LINEAR               |
| 318172 | 2004 RA15              | 6 de setembre de 2004 | Siding Spring        | Siding Spring Survey |
| 318173 | 2004 RJ19              | 7 de setembre de 2004 | Kitt Peak            | Spacewatch           |
| 318174 | 2004 RW25              | 9 de setembre de 2004 | Socorro              | LINEAR               |
| 318175 | 2004 RD31              | 7 de setembre de 2004 | Socorro              | LINEAR               |
| 318176 | 2004 RK31              | 7 de setembre de 2004 | Socorro              | LINEAR               |
| 318177 | 2004 RX32              | 7 de setembre de 2004 | Socorro              | LINEAR               |
| 318178 | 2004 RZ35              | 7 de setembre de 2004 | Socorro              | LINEAR               |
| 318179 | 2004 RD56              | 8 de setembre de 2004 | Socorro              | LINEAR               |
| 318180 | 2004 RV59              | 8 de setembre de 2004 | Socorro              | LINEAR               |
| 318181 | 2004 RG60              | 8 de setembre de 2004 | Socorro              | LINEAR               |
| 318182 | 2004 RR62              | 8 de setembre de 2004 | Socorro              | LINEAR               |
| 318183 | 2004 RT66              | 8 de setembre de 2004 | Socorro              | LINEAR               |
| 318184 | 2004 RQ68              | 8 de setembre de 2004 | Socorro              | LINEAR               |
| 318185 | 2004 RD92              | 8 de setembre de 2004 | Socorro              | LINEAR               |
| 318186 | 2004 RP92              | 8 de setembre de 2004 | Socorro              | LINEAR               |
| 318187 | 2004 RQ99              | 8 de setembre de 2004 | Socorro              | LINEAR               |
| 318188 | 2004 RL100             | 8 de setembre de 2004 | Socorro              | LINEAR               |
| 318189 | 2004 RR100             | 8 de setembre de 2004 | Socorro              | LINEAR               |
| 318190 | 2004 RL102             | 7 de setembre de 2004 | Goodricke-Pigott     | R. A. Tucker         |
| 318191 | 2004 RN103             | 8 de setembre de 2004 | Palomar              | NEAT                 |
| 318192 | 2004 RU103             | 8 de setembre de 2004 | Palomar              | NEAT                 |
| 318193 | 2004 RU107             | 9 de setembre de 2004 | Socorro              | LINEAR               |
| 318194 | 2004 RB108             | 25 d'agost de 2004    | Kitt Peak            | Spacewatch           |
| 318195 | 2004 RK116             | 7 de setembre de 2004 | Socorro              | LINEAR               |
| 318196 | 2004 RG119             | 7 de setembre de 2004 | Kitt Peak            | Spacewatch           |
| 318197 | 2004 RH122             | 7 de setembre de 2004 | Kitt Peak            | Spacewatch           |
| 318198 | 2004 RJ125             | 7 de setembre de 2004 | Kitt Peak            | Spacewatch           |
| 318199 | 2004 RT131             | 7 de setembre de 2004 | Kitt Peak            | Spacewatch           |
| 318200 | 2004 RJ139             | 8 de setembre de 2004 | Socorro              | LINEAR               |

## 318201-318300
| Nom    | Designació provisional | Data de descobriment   | Lloc de descobriment | Descobridor/s             |
| ------ | ---------------------- | ---------------------- | -------------------- | ------------------------- |
| 318201 | 2004 RW139             | 8 de setembre de 2004  | Socorro              | LINEAR                    |
| 318202 | 2004 RX141             | 8 de setembre de 2004  | Socorro              | LINEAR                    |
| 318203 | 2004 RE143             | 8 de setembre de 2004  | Palomar              | NEAT                      |
| 318204 | 2004 RQ160             | 10 de setembre de 2004 | Kitt Peak            | Spacewatch                |
| 318205 | 2004 RT168             | 8 de setembre de 2004  | Socorro              | LINEAR                    |
| 318206 | 2004 RP174             | 10 de setembre de 2004 | Socorro              | LINEAR                    |
| 318207 | 2004 RT174             | 10 de setembre de 2004 | Socorro              | LINEAR                    |
| 318208 | 2004 RN175             | 10 de setembre de 2004 | Socorro              | LINEAR                    |
| 318209 | 2004 RY175             | 10 de setembre de 2004 | Socorro              | LINEAR                    |
| 318210 | 2004 RA180             | 10 de setembre de 2004 | Socorro              | LINEAR                    |
| 318211 | 2004 RK182             | 10 de setembre de 2004 | Socorro              | LINEAR                    |
| 318212 | 2004 RR182             | 10 de setembre de 2004 | Socorro              | LINEAR                    |
| 318213 | 2004 RZ183             | 10 de setembre de 2004 | Socorro              | LINEAR                    |
| 318214 | 2004 RM187             | 10 de setembre de 2004 | Socorro              | LINEAR                    |
| 318215 | 2004 RT187             | 10 de setembre de 2004 | Socorro              | LINEAR                    |
| 318216 | 2004 RE190             | 10 de setembre de 2004 | Socorro              | LINEAR                    |
| 318217 | 2004 RP196             | 10 de setembre de 2004 | Socorro              | LINEAR                    |
| 318218 | 2004 RD203             | 11 de setembre de 2004 | Kitt Peak            | Spacewatch                |
| 318219 | 2004 RA206             | 10 de setembre de 2004 | Socorro              | LINEAR                    |
| 318220 | 2004 RK207             | 11 de setembre de 2004 | Socorro              | LINEAR                    |
| 318221 | 2004 RO208             | 11 de setembre de 2004 | Socorro              | LINEAR                    |
| 318222 | 2004 RL212             | 11 de setembre de 2004 | Socorro              | LINEAR                    |
| 318223 | 2004 RU212             | 11 de setembre de 2004 | Socorro              | LINEAR                    |
| 318224 | 2004 RM214             | 11 de setembre de 2004 | Socorro              | LINEAR                    |
| 318225 | 2004 RT215             | 11 de setembre de 2004 | Socorro              | LINEAR                    |
| 318226 | 2004 RD218             | 11 de setembre de 2004 | Socorro              | LINEAR                    |
| 318227 | 2004 RE218             | 11 de setembre de 2004 | Socorro              | LINEAR                    |
| 318228 | 2004 RJ219             | 11 de setembre de 2004 | Socorro              | LINEAR                    |
| 318229 | 2004 RL219             | 11 de setembre de 2004 | Socorro              | LINEAR                    |
| 318230 | 2004 RO222             | 12 de setembre de 2004 | Socorro              | LINEAR                    |
| 318231 | 2004 RF225             | 9 de setembre de 2004  | Socorro              | LINEAR                    |
| 318232 | 2004 RQ229             | 9 de setembre de 2004  | Kitt Peak            | Spacewatch                |
| 318233 | 2004 RO233             | 9 de setembre de 2004  | Kitt Peak            | Spacewatch                |
| 318234 | 2004 RB234             | 9 de setembre de 2004  | Kitt Peak            | Spacewatch                |
| 318235 | 2004 RP237             | 10 de setembre de 2004 | Kitt Peak            | Spacewatch                |
| 318236 | 2004 RN240             | 10 de setembre de 2004 | Kitt Peak            | Spacewatch                |
| 318237 | 2004 RD243             | 10 de setembre de 2004 | Kitt Peak            | Spacewatch                |
| 318238 | 2004 RM255             | 6 de setembre de 2004  | Palomar              | NEAT                      |
| 318239 | 2004 RX268             | 11 de setembre de 2004 | Kitt Peak            | Spacewatch                |
| 318240 | 2004 RG272             | 11 de setembre de 2004 | Kitt Peak            | Spacewatch                |
| 318241 | 2004 RS272             | 11 de setembre de 2004 | Kitt Peak            | Spacewatch                |
| 318242 | 2004 RW275             | 13 de setembre de 2004 | Kitt Peak            | Spacewatch                |
| 318243 | 2004 RO283             | 15 de setembre de 2004 | Kitt Peak            | Spacewatch                |
| 318244 | 2004 RR285             | 15 de setembre de 2004 | Kitt Peak            | Spacewatch                |
| 318245 | 2004 RP292             | 10 de setembre de 2004 | Kitt Peak            | Spacewatch                |
| 318246 | 2004 RJ298             | 11 de setembre de 2004 | Kitt Peak            | Spacewatch                |
| 318247 | 2004 RB305             | 12 de setembre de 2004 | Kitt Peak            | Spacewatch                |
| 318248 | 2004 RG308             | 13 de setembre de 2004 | Socorro              | LINEAR                    |
| 318249 | 2004 RK309             | 13 de setembre de 2004 | Socorro              | LINEAR                    |
| 318250 | 2004 RS311             | 14 de setembre de 2004 | Palomar              | NEAT                      |
| 318251 | 2004 RQ315             | 15 de setembre de 2004 | Siding Spring        | Siding Spring Survey      |
| 318252 | 2004 RZ322             | 13 de setembre de 2004 | Socorro              | LINEAR                    |
| 318253 | 2004 RV327             | 14 de setembre de 2004 | Palomar              | NEAT                      |
| 318254 | 2004 RW328             | 15 de setembre de 2004 | Anderson Mesa        | LONEOS                    |
| 318255 | 2004 RM336             | 15 de setembre de 2004 | Kitt Peak            | Spacewatch                |
| 318256 | 2004 RN338             | 15 de setembre de 2004 | Kitt Peak            | Spacewatch                |
| 318257 | 2004 RQ341             | 7 de setembre de 2004  | Kitt Peak            | Spacewatch                |
| 318258 | 2004 RW343             | 26 de gener de 2001    | Apache Point         | Sloan Digital Sky Survey  |
| 318259 | 2004 RY345             | 9 de setembre de 2004  | Socorro              | LINEAR                    |
| 318260 | 2004 SE6               | 17 de setembre de 2004 | Kitt Peak            | Spacewatch                |
| 318261 | 2004 SF10              | 16 de setembre de 2004 | Siding Spring        | Siding Spring Survey      |
| 318262 | 2004 SP11              | 16 de setembre de 2004 | Siding Spring        | Siding Spring Survey      |
| 318263 | 2004 SF14              | 17 de setembre de 2004 | Socorro              | LINEAR                    |
| 318264 | 2004 ST15              | 7 de setembre de 2004  | Socorro              | LINEAR                    |
| 318265 | 2004 SF20              | 17 de setembre de 2004 | Drebach              | Drebach                   |
| 318266 | 2004 SH20              | 17 de setembre de 2004 | Desert Eagle         | W. K. Y. Yeung            |
| 318267 | 2004 SG30              | 17 de setembre de 2004 | Socorro              | LINEAR                    |
| 318268 | 2004 SA34              | 17 de setembre de 2004 | Kitt Peak            | Spacewatch                |
| 318269 | 2004 ST42              | 18 de setembre de 2004 | Socorro              | LINEAR                    |
| 318270 | 2004 SW46              | 18 de setembre de 2004 | Socorro              | LINEAR                    |
| 318271 | 2004 SO53              | 22 de setembre de 2004 | Socorro              | LINEAR                    |
| 318272 | 2004 SW60              | 17 de setembre de 2004 | Anderson Mesa        | LONEOS                    |
| 318273 | 2004 TP2               | 4 d'octubre de 2004    | Kitt Peak            | Spacewatch                |
| 318274 | 2004 TR6               | 3 d'octubre de 2004    | Palomar              | NEAT                      |
| 318275 | 2004 TT14              | 11 d'octubre de 2004   | Sogel                | H. Roclawski              |
| 318276 | 2004 TH16              | 10 d'octubre de 2004   | Socorro              | LINEAR                    |
| 318277 | 2004 TP16              | 11 d'octubre de 2004   | Moletai              | K. Cernis, J. Zdanavicius |
| 318278 | 2004 TH18              | 11 d'octubre de 2004   | Goodricke-Pigott     | R. A. Tucker              |
| 318279 | 2004 TF31              | 4 d'octubre de 2004    | Kitt Peak            | Spacewatch                |
| 318280 | 2004 TA33              | 4 d'octubre de 2004    | Kitt Peak            | Spacewatch                |
| 318281 | 2004 TV33              | 4 d'octubre de 2004    | Anderson Mesa        | LONEOS                    |
| 318282 | 2004 TM34              | 4 d'octubre de 2004    | Kitt Peak            | Spacewatch                |
| 318283 | 2004 TM35              | 4 d'octubre de 2004    | Kitt Peak            | Spacewatch                |
| 318284 | 2004 TX36              | 4 d'octubre de 2004    | Kitt Peak            | Spacewatch                |
| 318285 | 2004 TM37              | 4 d'octubre de 2004    | Kitt Peak            | Spacewatch                |
| 318286 | 2004 TS39              | 4 d'octubre de 2004    | Kitt Peak            | Spacewatch                |
| 318287 | 2004 TG43              | 4 d'octubre de 2004    | Kitt Peak            | Spacewatch                |
| 318288 | 2004 TC44              | 4 d'octubre de 2004    | Kitt Peak            | Spacewatch                |
| 318289 | 2004 TA45              | 4 d'octubre de 2004    | Kitt Peak            | Spacewatch                |
| 318290 | 2004 TW45              | 4 d'octubre de 2004    | Kitt Peak            | Spacewatch                |
| 318291 | 2004 TV55              | 4 d'octubre de 2004    | Kitt Peak            | Spacewatch                |
| 318292 | 2004 TE56              | 4 d'octubre de 2004    | Kitt Peak            | Spacewatch                |
| 318293 | 2004 TR63              | 5 d'octubre de 2004    | Kitt Peak            | Spacewatch                |
| 318294 | 2004 TV63              | 5 d'octubre de 2004    | Kitt Peak            | Spacewatch                |
| 318295 | 2004 TQ68              | 5 d'octubre de 2004    | Anderson Mesa        | LONEOS                    |
| 318296 | 2004 TE70              | 5 d'octubre de 2004    | Palomar              | NEAT                      |
| 318297 | 2004 TK71              | 6 d'octubre de 2004    | Kitt Peak            | Spacewatch                |
| 318298 | 2004 TF72              | 6 d'octubre de 2004    | Kitt Peak            | Spacewatch                |
| 318299 | 2004 TD76              | 7 d'octubre de 2004    | Anderson Mesa        | LONEOS                    |
| 318300 | 2004 TW82              | 5 d'octubre de 2004    | Kitt Peak            | Spacewatch                |

## 318301-318400
| Nom    | Designació provisional | Data de descobriment   | Lloc de descobriment | Descobridor/s |
| ------ | ---------------------- | ---------------------- | -------------------- | ------------- |
| 318301 | 2004 TG84              | 5 d'octubre de 2004    | Kitt Peak            | Spacewatch    |
| 318302 | 2004 TA87              | 5 d'octubre de 2004    | Kitt Peak            | Spacewatch    |
| 318303 | 2004 TP87              | 5 d'octubre de 2004    | Kitt Peak            | Spacewatch    |
| 318304 | 2004 TU87              | 5 d'octubre de 2004    | Kitt Peak            | Spacewatch    |
| 318305 | 2004 TR90              | 5 d'octubre de 2004    | Kitt Peak            | Spacewatch    |
| 318306 | 2004 TO99              | 5 d'octubre de 2004    | Kitt Peak            | Spacewatch    |
| 318307 | 2004 TF109             | 7 d'octubre de 2004    | Socorro              | LINEAR        |
| 318308 | 2004 TV111             | 7 d'octubre de 2004    | Kitt Peak            | Spacewatch    |
| 318309 | 2004 TN117             | 5 d'octubre de 2004    | Anderson Mesa        | LONEOS        |
| 318310 | 2004 TQ129             | 7 d'octubre de 2004    | Socorro              | LINEAR        |
| 318311 | 2004 TA130             | 7 d'octubre de 2004    | Socorro              | LINEAR        |
| 318312 | 2004 TU131             | 7 d'octubre de 2004    | Anderson Mesa        | LONEOS        |
| 318313 | 2004 TH132             | 7 d'octubre de 2004    | Anderson Mesa        | LONEOS        |
| 318314 | 2004 TM136             | 8 d'octubre de 2004    | Anderson Mesa        | LONEOS        |
| 318315 | 2004 TJ143             | 4 d'octubre de 2004    | Kitt Peak            | Spacewatch    |
| 318316 | 2004 TP145             | 5 d'octubre de 2004    | Kitt Peak            | Spacewatch    |
| 318317 | 2004 TN148             | 22 de febrer de 2003   | Kitt Peak            | Spacewatch    |
| 318318 | 2004 TR148             | 6 d'octubre de 2004    | Kitt Peak            | Spacewatch    |
| 318319 | 2004 TS149             | 6 d'octubre de 2004    | Kitt Peak            | Spacewatch    |
| 318320 | 2004 TT157             | 6 d'octubre de 2004    | Kitt Peak            | Spacewatch    |
| 318321 | 2004 TE164             | 6 d'octubre de 2004    | Kitt Peak            | Spacewatch    |
| 318322 | 2004 TX169             | 7 d'octubre de 2004    | Socorro              | LINEAR        |
| 318323 | 2004 TE175             | 9 d'octubre de 2004    | Socorro              | LINEAR        |
| 318324 | 2004 TW177             | 7 d'octubre de 2004    | Kitt Peak            | Spacewatch    |
| 318325 | 2004 TN187             | 7 d'octubre de 2004    | Kitt Peak            | Spacewatch    |
| 318326 | 2004 TQ189             | 7 d'octubre de 2004    | Kitt Peak            | Spacewatch    |
| 318327 | 2004 TY190             | 7 d'octubre de 2004    | Kitt Peak            | Spacewatch    |
| 318328 | 2004 TV195             | 7 d'octubre de 2004    | Kitt Peak            | Spacewatch    |
| 318329 | 2004 TE198             | 7 d'octubre de 2004    | Kitt Peak            | Spacewatch    |
| 318330 | 2004 TR198             | 7 d'octubre de 2004    | Kitt Peak            | Spacewatch    |
| 318331 | 2004 TN200             | 7 d'octubre de 2004    | Kitt Peak            | Spacewatch    |
| 318332 | 2004 TE203             | 7 d'octubre de 2004    | Kitt Peak            | Spacewatch    |
| 318333 | 2004 TT204             | 7 d'octubre de 2004    | Kitt Peak            | Spacewatch    |
| 318334 | 2004 TN205             | 7 d'octubre de 2004    | Kitt Peak            | Spacewatch    |
| 318335 | 2004 TY205             | 7 d'octubre de 2004    | Kitt Peak            | Spacewatch    |
| 318336 | 2004 TD214             | 9 d'octubre de 2004    | Kitt Peak            | Spacewatch    |
| 318337 | 2004 TT214             | 9 d'octubre de 2004    | Kitt Peak            | Spacewatch    |
| 318338 | 2004 TY215             | 10 d'octubre de 2004   | Kitt Peak            | Spacewatch    |
| 318339 | 2004 TS219             | 5 d'octubre de 2004    | Kitt Peak            | Spacewatch    |
| 318340 | 2004 TW222             | 7 d'octubre de 2004    | Palomar              | NEAT          |
| 318341 | 2004 TQ231             | 8 d'octubre de 2004    | Kitt Peak            | Spacewatch    |
| 318342 | 2004 TG249             | 7 d'octubre de 2004    | Kitt Peak            | Spacewatch    |
| 318343 | 2004 TY262             | 9 d'octubre de 2004    | Kitt Peak            | Spacewatch    |
| 318344 | 2004 TO264             | 9 d'octubre de 2004    | Kitt Peak            | Spacewatch    |
| 318345 | 2004 TT265             | 9 d'octubre de 2004    | Kitt Peak            | Spacewatch    |
| 318346 | 2004 TH267             | 9 d'octubre de 2004    | Kitt Peak            | Spacewatch    |
| 318347 | 2004 TX285             | 8 d'octubre de 2004    | Anderson Mesa        | LONEOS        |
| 318348 | 2004 TX289             | 10 d'octubre de 2004   | Socorro              | LINEAR        |
| 318349 | 2004 TN294             | 10 d'octubre de 2004   | Kitt Peak            | Spacewatch    |
| 318350 | 2004 TL309             | 10 d'octubre de 2004   | Socorro              | LINEAR        |
| 318351 | 2004 TJ317             | 11 d'octubre de 2004   | Kitt Peak            | Spacewatch    |
| 318352 | 2004 TJ318             | 11 d'octubre de 2004   | Kitt Peak            | Spacewatch    |
| 318353 | 2004 TW318             | 11 d'octubre de 2004   | Kitt Peak            | Spacewatch    |
| 318354 | 2004 TN322             | 11 d'octubre de 2004   | Kitt Peak            | Spacewatch    |
| 318355 | 2004 TH327             | 15 d'octubre de 2004   | Kitt Peak            | Spacewatch    |
| 318356 | 2004 TA331             | 9 d'octubre de 2004    | Kitt Peak            | Spacewatch    |
| 318357 | 2004 TY337             | 12 d'octubre de 2004   | Kitt Peak            | Spacewatch    |
| 318358 | 2004 TW344             | 15 d'octubre de 2004   | Kitt Peak            | Spacewatch    |
| 318359 | 2004 TP349             | 9 d'octubre de 2004    | Socorro              | LINEAR        |
| 318360 | 2004 TL354             | 11 d'octubre de 2004   | Kitt Peak            | M. W. Buie    |
| 318361 | 2004 TZ355             | 7 d'octubre de 2004    | Socorro              | LINEAR        |
| 318362 | 2004 TO357             | 10 d'octubre de 2004   | Kitt Peak            | Spacewatch    |
| 318363 | 2004 UC1               | 19 d'octubre de 2004   | Drebach              | G. Lehmann    |
| 318364 | 2004 UK6               | 20 d'octubre de 2004   | Socorro              | LINEAR        |
| 318365 | 2004 VQ7               | 3 de novembre de 2004  | Kitt Peak            | Spacewatch    |
| 318366 | 2004 VF8               | 3 de novembre de 2004  | Kitt Peak            | Spacewatch    |
| 318367 | 2004 VG19              | 4 de novembre de 2004  | Kitt Peak            | Spacewatch    |
| 318368 | 2004 VK35              | 3 de novembre de 2004  | Kitt Peak            | Spacewatch    |
| 318369 | 2004 VR39              | 4 de novembre de 2004  | Kitt Peak            | Spacewatch    |
| 318370 | 2004 VT50              | 4 de novembre de 2004  | Kitt Peak            | Spacewatch    |
| 318371 | 2004 VH51              | 4 de novembre de 2004  | Kitt Peak            | Spacewatch    |
| 318372 | 2004 VQ53              | 7 de novembre de 2004  | Socorro              | LINEAR        |
| 318373 | 2004 VH60              | 9 de novembre de 2004  | Catalina             | CSS           |
| 318374 | 2004 VN63              | 10 de novembre de 2004 | Kitt Peak            | Spacewatch    |
| 318375 | 2004 VL71              | 9 de novembre de 2004  | Catalina             | CSS           |
| 318376 | 2004 VC74              | 12 de novembre de 2004 | Catalina             | CSS           |
| 318377 | 2004 VH74              | 12 de novembre de 2004 | Catalina             | CSS           |
| 318378 | 2004 VF85              | 10 de novembre de 2004 | Kitt Peak            | Spacewatch    |
| 318379 | 2004 VV98              | 9 de novembre de 2004  | Mauna Kea            | C. Veillet    |
| 318380 | 2004 VY109             | 9 de novembre de 2004  | Mauna Kea            | C. Veillet    |
| 318381 | 2004 WB7               | 19 de novembre de 2004 | Socorro              | LINEAR        |
| 318382 | 2004 WG8               | 19 de novembre de 2004 | Catalina             | CSS           |
| 318383 | 2004 WB11              | 20 de novembre de 2004 | Kitt Peak            | Spacewatch    |
| 318384 | 2004 XX7               | 2 de desembre de 2004  | Palomar              | NEAT          |
| 318385 | 2004 XA10              | 2 de desembre de 2004  | Socorro              | LINEAR        |
| 318386 | 2004 XF22              | 8 de desembre de 2004  | Socorro              | LINEAR        |
| 318387 | 2004 XK28              | 10 de desembre de 2004 | Anderson Mesa        | LONEOS        |
| 318388 | 2004 XE30              | 10 de desembre de 2004 | Campo Imperatore     | CINEOS        |
| 318389 | 2004 XM36              | 10 de desembre de 2004 | Socorro              | LINEAR        |
| 318390 | 2004 XU43              | 11 de desembre de 2004 | Kitt Peak            | Spacewatch    |
| 318391 | 2004 XH49              | 11 de desembre de 2004 | Kitt Peak            | Spacewatch    |
| 318392 | 2004 XR61              | 8 de desembre de 2004  | Needville            | Needville     |
| 318393 | 2004 XU61              | 10 de desembre de 2004 | Kitt Peak            | Spacewatch    |
| 318394 | 2004 XM65              | 2 de desembre de 2004  | Palomar              | NEAT          |
| 318395 | 2004 XQ66              | 3 de desembre de 2004  | Kitt Peak            | Spacewatch    |
| 318396 | 2004 XQ77              | 10 de desembre de 2004 | Socorro              | LINEAR        |
| 318397 | 2004 XP82              | 11 de desembre de 2004 | Kitt Peak            | Spacewatch    |
| 318398 | 2004 XT92              | 11 de desembre de 2004 | Socorro              | LINEAR        |
| 318399 | 2004 XY97              | 11 de desembre de 2004 | Kitt Peak            | Spacewatch    |
| 318400 | 2004 XY109             | 13 de desembre de 2004 | Anderson Mesa        | LONEOS        |

## 318401-318500
| Nom             | Designació provisional | Data de descobriment   | Lloc de descobriment | Descobridor/s               |
| --------------- | ---------------------- | ---------------------- | -------------------- | --------------------------- |
| 318401          | 2004 XT135             | 15 de desembre de 2004 | Socorro              | LINEAR                      |
| 318402          | 2004 XJ163             | 15 de desembre de 2004 | Kitt Peak            | Spacewatch                  |
| 318403          | 2004 XZ166             | 2 de desembre de 2004  | Catalina             | CSS                         |
| 318404          | 2004 XO183             | 3 de desembre de 2004  | Kitt Peak            | Spacewatch                  |
| 318405          | 2004 XF185             | 11 de desembre de 2004 | Kitt Peak            | Spacewatch                  |
| 318406          | 2004 YS19              | 18 de desembre de 2004 | Mount Lemmon         | Mt. Lemmon Survey           |
| 318407          | 2004 YF22              | 18 de desembre de 2004 | Mount Lemmon         | Mt. Lemmon Survey           |
| 318408          | 2005 AO2               | 6 de gener de 2005     | Catalina             | CSS                         |
| 318409          | 2005 AM7               | 6 de gener de 2005     | Catalina             | CSS                         |
| 318410          | 2005 AF12              | 6 de gener de 2005     | Catalina             | CSS                         |
| 318411          | 2005 AH14              | 7 de gener de 2005     | Catalina             | CSS                         |
| 318412 Tramelan | 2005 AB27              | 11 de gener de 2005    | Vicques              | M. Ory, H. Lehmann          |
| 318413          | 2005 AK29              | 14 de gener de 2005    | Kvistaberg           | Uppsala-DLR Asteroid Survey |
| 318414          | 2005 AD41              | 15 de gener de 2005    | Socorro              | LINEAR                      |
| 318415          | 2005 AO42              | 15 de gener de 2005    | Catalina             | CSS                         |
| 318416          | 2005 AC48              | 13 de gener de 2005    | Kitt Peak            | Spacewatch                  |
| 318417          | 2005 AB63              | 13 de gener de 2005    | Kitt Peak            | Spacewatch                  |
| 318418          | 2005 AU67              | 13 de gener de 2005    | Socorro              | LINEAR                      |
| 318419          | 2005 AB75              | 15 de gener de 2005    | Kitt Peak            | Spacewatch                  |
| 318420          | 2005 BM10              | 16 de gener de 2005    | Kitt Peak            | Spacewatch                  |
| 318421          | 2005 BE12              | 17 de gener de 2005    | Kitt Peak            | Spacewatch                  |
| 318422          | 2005 BG17              | 16 de gener de 2005    | Kitt Peak            | Spacewatch                  |
| 318423          | 2005 BS17              | 16 de gener de 2005    | Kitt Peak            | Spacewatch                  |
| 318424          | 2005 BD20              | 16 de gener de 2005    | Socorro              | LINEAR                      |
| 318425          | 2005 BZ22              | 16 de gener de 2005    | Kitt Peak            | Spacewatch                  |
| 318426          | 2005 BZ23              | 17 de gener de 2005    | Kitt Peak            | Spacewatch                  |
| 318427          | 2005 BA29              | 31 de gener de 2005    | Palomar              | NEAT                        |
| 318428          | 2005 BY44              | 16 de gener de 2005    | Mauna Kea            | C. Veillet                  |
| 318429          | 2005 CG2               | 1 de febrer de 2005    | Kitt Peak            | Spacewatch                  |
| 318430          | 2005 CL3               | 1 de febrer de 2005    | Kitt Peak            | Spacewatch                  |
| 318431          | 2005 CS4               | 1 de febrer de 2005    | Kitt Peak            | Spacewatch                  |
| 318432          | 2005 CP6               | 1 de febrer de 2005    | Kitt Peak            | Spacewatch                  |
| 318433          | 2005 CA12              | 1 de febrer de 2005    | Catalina             | CSS                         |
| 318434          | 2005 CR13              | 2 de febrer de 2005    | Kitt Peak            | Spacewatch                  |
| 318435          | 2005 CD16              | 2 de febrer de 2005    | Socorro              | LINEAR                      |
| 318436          | 2005 CU22              | 1 de febrer de 2005    | Catalina             | CSS                         |
| 318437          | 2005 CY32              | 2 de febrer de 2005    | Kitt Peak            | Spacewatch                  |
| 318438          | 2005 CD38              | 3 de febrer de 2005    | Socorro              | LINEAR                      |
| 318439          | 2005 CL44              | 2 de febrer de 2005    | Kitt Peak            | Spacewatch                  |
| 318440          | 2005 CS45              | 2 de febrer de 2005    | Catalina             | CSS                         |
| 318441          | 2005 CY45              | 2 de febrer de 2005    | Kitt Peak            | Spacewatch                  |
| 318442          | 2005 CL46              | 2 de febrer de 2005    | Kitt Peak            | Spacewatch                  |
| 318443          | 2005 CO52              | 3 de febrer de 2005    | Socorro              | LINEAR                      |
| 318444          | 2005 CT52              | 3 de febrer de 2005    | Socorro              | LINEAR                      |
| 318445          | 2005 CF60              | 3 de febrer de 2005    | Socorro              | LINEAR                      |
| 318446          | 2005 CY60              | 9 de febrer de 2005    | Anderson Mesa        | LONEOS                      |
| 318447          | 2005 CX71              | 1 de febrer de 2005    | Kitt Peak            | Spacewatch                  |
| 318448          | 2005 CN73              | 1 de febrer de 2005    | Kitt Peak            | Spacewatch                  |
| 318449          | 2005 CR79              | 1 de febrer de 2005    | Kitt Peak            | Spacewatch                  |
| 318450          | 2005 EJ                | 1 de març de 2005      | Socorro              | LINEAR                      |
| 318451          | 2005 ET1               | 2 de març de 2005      | Altschwendt          | W. Ries                     |
| 318452          | 2005 EA3               | 19 de gener de 2005    | Kitt Peak            | Spacewatch                  |
| 318453          | 2005 ET4               | 1 de març de 2005      | Kitt Peak            | Spacewatch                  |
| 318454          | 2005 EP7               | 1 de març de 2005      | Kitt Peak            | Spacewatch                  |
| 318455          | 2005 EW8               | 2 de març de 2005      | Kitt Peak            | Spacewatch                  |
| 318456          | 2005 EV10              | 2 de març de 2005      | Kitt Peak            | Spacewatch                  |
| 318457          | 2005 EH12              | 7 de gener de 2005     | Catalina             | CSS                         |
| 318458          | 2005 EF16              | 3 de març de 2005      | Kitt Peak            | Spacewatch                  |
| 318459          | 2005 EC20              | 3 de març de 2005      | Catalina             | CSS                         |
| 318460          | 2005 EF20              | 3 de març de 2005      | Catalina             | CSS                         |
| 318461          | 2005 ET21              | 3 de març de 2005      | Catalina             | CSS                         |
| 318462          | 2005 EN24              | 3 de març de 2005      | Catalina             | CSS                         |
| 318463          | 2005 EB26              | 3 de març de 2005      | Catalina             | CSS                         |
| 318464          | 2005 EH29              | 3 de març de 2005      | Catalina             | CSS                         |
| 318465          | 2005 EK33              | 4 de març de 2005      | Socorro              | LINEAR                      |
| 318466          | 2005 EU40              | 1 de març de 2005      | Kitt Peak            | Spacewatch                  |
| 318467          | 2005 ES41              | 1 de març de 2005      | Kitt Peak            | Spacewatch                  |
| 318468          | 2005 EZ48              | 3 de març de 2005      | Catalina             | CSS                         |
| 318469          | 2005 EK50              | 3 de març de 2005      | Vail-Jarnac          | Jarnac                      |
| 318470          | 2005 EX50              | 3 de març de 2005      | Catalina             | CSS                         |
| 318471          | 2005 EU52              | 4 de març de 2005      | Kitt Peak            | Spacewatch                  |
| 318472          | 2005 EA55              | 4 de març de 2005      | Kitt Peak            | Spacewatch                  |
| 318473          | 2005 EJ58              | 4 de març de 2005      | Kitt Peak            | Spacewatch                  |
| 318474          | 2005 EB64              | 4 de març de 2005      | Mount Lemmon         | Mt. Lemmon Survey           |
| 318475          | 2005 EZ67              | 7 de març de 2005      | Socorro              | LINEAR                      |
| 318476          | 2005 ED70              | 7 de març de 2005      | Socorro              | LINEAR                      |
| 318477          | 2005 EZ72              | 18 de novembre de 2003 | Kitt Peak            | Spacewatch                  |
| 318478          | 2005 EE74              | 3 de març de 2005      | Kitt Peak            | Spacewatch                  |
| 318479          | 2005 EF75              | 3 de març de 2005      | Kitt Peak            | Spacewatch                  |
| 318480          | 2005 EB87              | 4 de març de 2005      | Mount Lemmon         | Mt. Lemmon Survey           |
| 318481          | 2005 EC89              | 8 de març de 2005      | Kitt Peak            | Spacewatch                  |
| 318482          | 2005 EF89              | 8 de març de 2005      | Kitt Peak            | Spacewatch                  |
| 318483          | 2005 ES94              | 1 de març de 2005      | Kitt Peak            | Spacewatch                  |
| 318484          | 2005 EA98              | 3 de març de 2005      | Catalina             | CSS                         |
| 318485          | 2005 EF99              | 3 de març de 2005      | Catalina             | CSS                         |
| 318486          | 2005 ED104             | 4 de març de 2005      | Kitt Peak            | Spacewatch                  |
| 318487          | 2005 EX110             | 4 de març de 2005      | Socorro              | LINEAR                      |
| 318488          | 2005 ER114             | 4 de març de 2005      | Mount Lemmon         | Mt. Lemmon Survey           |
| 318489          | 2005 EK117             | 4 de març de 2005      | Mount Lemmon         | Mt. Lemmon Survey           |
| 318490          | 2005 EF119             | 7 de març de 2005      | Socorro              | LINEAR                      |
| 318491          | 2005 EF120             | 8 de març de 2005      | Kitt Peak            | Spacewatch                  |
| 318492          | 2005 EW120             | 8 de març de 2005      | Kitt Peak            | Spacewatch                  |
| 318493          | 2005 EA121             | 8 de març de 2005      | Socorro              | LINEAR                      |
| 318494          | 2005 EW128             | 9 de març de 2005      | Kitt Peak            | Spacewatch                  |
| 318495          | 2005 EJ136             | 9 de març de 2005      | Anderson Mesa        | LONEOS                      |
| 318496          | 2005 EK136             | 9 de març de 2005      | Anderson Mesa        | LONEOS                      |
| 318497          | 2005 EP137             | 9 de març de 2005      | Socorro              | LINEAR                      |
| 318498          | 2005 EZ138             | 9 de març de 2005      | Mount Lemmon         | Mt. Lemmon Survey           |
| 318499          | 2005 EL145             | 10 de març de 2005     | Mount Lemmon         | Mt. Lemmon Survey           |
| 318500          | 2005 EW145             | 10 de març de 2005     | Mount Lemmon         | Mt. Lemmon Survey           |

## 318501-318600
| Nom            | Designació provisional | Data de descobriment   | Lloc de descobriment | Descobridor/s        |
| -------------- | ---------------------- | ---------------------- | -------------------- | -------------------- |
| 318501         | 2005 EX147             | 10 de març de 2005     | Kitt Peak            | Spacewatch           |
| 318502         | 2005 ED149             | 10 de març de 2005     | Kitt Peak            | Spacewatch           |
| 318503         | 2005 ET149             | 10 de març de 2005     | Kitt Peak            | Spacewatch           |
| 318504         | 2005 EV150             | 10 de març de 2005     | Kitt Peak            | Spacewatch           |
| 318505         | 2005 EB155             | 8 de març de 2005      | Mount Lemmon         | Mt. Lemmon Survey    |
| 318506         | 2005 ER155             | 8 de març de 2005      | Mount Lemmon         | Mt. Lemmon Survey    |
| 318507         | 2005 EL156             | 9 de març de 2005      | Catalina             | CSS                  |
| 318508         | 2005 EC161             | 9 de març de 2005      | Mount Lemmon         | Mt. Lemmon Survey    |
| 318509         | 2005 ES161             | 9 de març de 2005      | Mount Lemmon         | Mt. Lemmon Survey    |
| 318510         | 2005 EA167             | 11 de març de 2005     | Mount Lemmon         | Mt. Lemmon Survey    |
| 318511         | 2005 EW170             | 7 de març de 2005      | Socorro              | LINEAR               |
| 318512         | 2005 EN173             | 8 de març de 2005      | Anderson Mesa        | LONEOS               |
| 318513         | 2005 EV176             | 8 de març de 2005      | Mount Lemmon         | Mt. Lemmon Survey    |
| 318514         | 2005 EA180             | 9 de març de 2005      | Kitt Peak            | Spacewatch           |
| 318515         | 2005 EZ182             | 9 de març de 2005      | Mount Lemmon         | Mt. Lemmon Survey    |
| 318516         | 2005 EB187             | 10 de març de 2005     | Mount Lemmon         | Mt. Lemmon Survey    |
| 318517         | 2005 EM188             | 10 de març de 2005     | Mount Lemmon         | Mt. Lemmon Survey    |
| 318518         | 2005 EU191             | 11 de març de 2005     | Mount Lemmon         | Mt. Lemmon Survey    |
| 318519         | 2005 EE196             | 11 de març de 2005     | Mount Lemmon         | Mt. Lemmon Survey    |
| 318520         | 2005 EW202             | 10 de març de 2005     | Mount Lemmon         | Mt. Lemmon Survey    |
| 318521         | 2005 EC203             | 10 de març de 2005     | Mount Lemmon         | Mt. Lemmon Survey    |
| 318522         | 2005 ED203             | 10 de març de 2005     | Mount Lemmon         | Mt. Lemmon Survey    |
| 318523         | 2005 ED220             | 10 de març de 2005     | Siding Spring        | Siding Spring Survey |
| 318524         | 2005 EV226             | 9 de març de 2005      | Mount Lemmon         | Mt. Lemmon Survey    |
| 318525         | 2005 EA233             | 10 de març de 2005     | Anderson Mesa        | LONEOS               |
| 318526         | 2005 EX240             | 11 de març de 2005     | Catalina             | CSS                  |
| 318527         | 2005 EY245             | 12 de març de 2005     | Kitt Peak            | Spacewatch           |
| 318528         | 2005 EB246             | 12 de març de 2005     | Kitt Peak            | Spacewatch           |
| 318529         | 2005 EF246             | 12 de març de 2005     | Kitt Peak            | Spacewatch           |
| 318530         | 2005 EQ250             | 13 de març de 2005     | Anderson Mesa        | LONEOS               |
| 318531         | 2005 EU250             | 9 de març de 2005      | Socorro              | LINEAR               |
| 318532         | 2005 EC264             | 27 de setembre de 2003 | Kitt Peak            | Spacewatch           |
| 318533         | 2005 ER268             | 14 de març de 2005     | Mount Lemmon         | Mt. Lemmon Survey    |
| 318534         | 2005 EX269             | 11 de març de 2005     | Kitt Peak            | Spacewatch           |
| 318535         | 2005 EY269             | 11 de març de 2005     | Kitt Peak            | Spacewatch           |
| 318536         | 2005 EX322             | 1 de març de 2005      | Catalina             | CSS                  |
| 318537         | 2005 FA6               | 31 de març de 2005     | Siding Spring        | Siding Spring        |
| 318538         | 2005 FE6               | 31 de març de 2005     | Palomar              | NEAT                 |
| 318539         | 2005 FX6               | 30 de març de 2005     | Catalina             | CSS                  |
| 318540         | 2005 GO2               | 1 d'abril de 2005      | Anderson Mesa        | LONEOS               |
| 318541         | 2005 GS2               | 1 d'abril de 2005      | Kitt Peak            | Spacewatch           |
| 318542         | 2005 GH3               | 1 d'abril de 2005      | Kitt Peak            | Spacewatch           |
| 318543         | 2005 GT3               | 1 d'abril de 2005      | Kitt Peak            | Spacewatch           |
| 318544         | 2005 GP5               | 1 d'abril de 2005      | Kitt Peak            | Spacewatch           |
| 318545         | 2005 GQ6               | 1 d'abril de 2005      | Kitt Peak            | Spacewatch           |
| 318546         | 2005 GG7               | 1 d'abril de 2005      | Kitt Peak            | Spacewatch           |
| 318547 Fidrich | 2005 GV8               | 2 d'abril de 2005      | Piszkesteto          | Piszkesteto          |
| 318548         | 2005 GG15              | 2 d'abril de 2005      | Mount Lemmon         | Mt. Lemmon Survey    |
| 318549         | 2005 GV16              | 2 d'abril de 2005      | Mount Lemmon         | Mt. Lemmon Survey    |
| 318550         | 2005 GG27              | 3 d'abril de 2005      | Palomar              | NEAT                 |
| 318551         | 2005 GL37              | 2 d'abril de 2005      | Siding Spring        | Siding Spring Survey |
| 318552         | 2005 GC39              | 4 d'abril de 2005      | Mount Lemmon         | Mt. Lemmon Survey    |
| 318553         | 2005 GB42              | 5 d'abril de 2005      | Mount Lemmon         | Mt. Lemmon Survey    |
| 318554         | 2005 GM54              | 17 de març de 2005     | Kitt Peak            | Spacewatch           |
| 318555         | 2005 GV70              | 4 d'abril de 2005      | Mount Lemmon         | Mt. Lemmon Survey    |
| 318556         | 2005 GQ74              | 5 d'abril de 2005      | Mount Lemmon         | Mt. Lemmon Survey    |
| 318557         | 2005 GP87              | 4 d'abril de 2005      | Mount Lemmon         | Mt. Lemmon Survey    |
| 318558         | 2005 GC94              | 6 d'abril de 2005      | Mount Lemmon         | Mt. Lemmon Survey    |
| 318559         | 2005 GU100             | 9 d'abril de 2005      | Kitt Peak            | Spacewatch           |
| 318560         | 2005 GO103             | 9 d'abril de 2005      | Mount Lemmon         | Mt. Lemmon Survey    |
| 318561         | 2005 GC113             | 6 d'abril de 2005      | Catalina             | CSS                  |
| 318562         | 2005 GA116             | 11 d'abril de 2005     | Kitt Peak            | Spacewatch           |
| 318563         | 2005 GD117             | 11 d'abril de 2005     | Kitt Peak            | Spacewatch           |
| 318564         | 2005 GY117             | 11 d'abril de 2005     | Mount Lemmon         | Mt. Lemmon Survey    |
| 318565         | 2005 GX118             | 11 d'abril de 2005     | Mount Lemmon         | Mt. Lemmon Survey    |
| 318566         | 2005 GV123             | 9 d'abril de 2005      | Kitt Peak            | Spacewatch           |
| 318567         | 2005 GH132             | 10 d'abril de 2005     | Kitt Peak            | Spacewatch           |
| 318568         | 2005 GV132             | 10 d'abril de 2005     | Kitt Peak            | Spacewatch           |
| 318569         | 2005 GA135             | 10 d'abril de 2005     | Mount Lemmon         | Mt. Lemmon Survey    |
| 318570         | 2005 GT136             | 10 d'abril de 2005     | Kitt Peak            | Spacewatch           |
| 318571         | 2005 GO139             | 12 d'abril de 2005     | Kitt Peak            | Spacewatch           |
| 318572         | 2005 GL141             | 6 d'abril de 2005      | Mount Lemmon         | Mt. Lemmon Survey    |
| 318573         | 2005 GO141             | 7 d'abril de 2005      | Kitt Peak            | Spacewatch           |
| 318574         | 2005 GL144             | 10 d'abril de 2005     | Kitt Peak            | Spacewatch           |
| 318575         | 2005 GY146             | 11 d'abril de 2005     | Kitt Peak            | Spacewatch           |
| 318576         | 2005 GY148             | 11 d'abril de 2005     | Kitt Peak            | Spacewatch           |
| 318577         | 2005 GN151             | 11 d'abril de 2005     | Kitt Peak            | Spacewatch           |
| 318578         | 2005 GG152             | 12 d'abril de 2005     | Kitt Peak            | Spacewatch           |
| 318579         | 2005 GH156             | 10 d'abril de 2005     | Mount Lemmon         | Mt. Lemmon Survey    |
| 318580         | 2005 GL162             | 12 d'abril de 2005     | Siding Spring        | Siding Spring Survey |
| 318581         | 2005 GE168             | 11 d'abril de 2005     | Mount Lemmon         | Mt. Lemmon Survey    |
| 318582         | 2005 GT170             | 12 d'abril de 2005     | Anderson Mesa        | LONEOS               |
| 318583         | 2005 GP180             | 12 d'abril de 2005     | Kitt Peak            | Spacewatch           |
| 318584         | 2005 GV187             | 12 d'abril de 2005     | Kitt Peak            | M. W. Buie           |
| 318585         | 2005 GA188             | 12 d'abril de 2005     | Kitt Peak            | M. W. Buie           |
| 318586         | 2005 GR189             | 30 de novembre de 2003 | Kitt Peak            | Spacewatch           |
| 318587         | 2005 GS220             | 5 d'abril de 2005      | Mount Lemmon         | Mt. Lemmon Survey    |
| 318588         | 2005 GK227             | 12 d'abril de 2005     | Kitt Peak            | Spacewatch           |
| 318589         | 2005 GU227             | 3 d'abril de 2005      | Palomar              | NEAT                 |
| 318590         | 2005 HF2               | 16 d'abril de 2005     | Kitt Peak            | Spacewatch           |
| 318591         | 2005 HM2               | 17 d'abril de 2005     | Kitt Peak            | Spacewatch           |
| 318592         | 2005 HB3               | 16 d'abril de 2005     | Cordell-Lorenz       | D. T. Durig          |
| 318593         | 2005 JH2               | 3 de maig de 2005      | Kitt Peak            | Spacewatch           |
| 318594         | 2005 JG4               | 3 de maig de 2005      | Catalina             | CSS                  |
| 318595         | 2005 JA25              | 3 de maig de 2005      | Kitt Peak            | Spacewatch           |
| 318596         | 2005 JN29              | 3 de maig de 2005      | Catalina             | CSS                  |
| 318597         | 2005 JH30              | 4 de maig de 2005      | Mount Lemmon         | Mt. Lemmon Survey    |
| 318598         | 2005 JB40              | 7 de maig de 2005      | Mount Lemmon         | Mt. Lemmon Survey    |
| 318599         | 2005 JM43              | 19 de desembre de 2003 | Kitt Peak            | Spacewatch           |
| 318600         | 2005 JL44              | 8 de maig de 2005      | Anderson Mesa        | LONEOS               |

## 318601-318700
| Nom                | Designació provisional | Data de descobriment   | Lloc de descobriment | Descobridor/s        |
| ------------------ | ---------------------- | ---------------------- | -------------------- | -------------------- |
| 318601             | 2005 JX45              | 3 de maig de 2005      | Kitt Peak            | Deep Lens Survey     |
| 318602             | 2005 JL48              | 3 de maig de 2005      | Kitt Peak            | Spacewatch           |
| 318603             | 2005 JW51              | 4 de maig de 2005      | Kitt Peak            | Spacewatch           |
| 318604             | 2005 JN54              | 4 de maig de 2005      | Kitt Peak            | Spacewatch           |
| 318605             | 2005 JB55              | 4 de maig de 2005      | Kitt Peak            | Spacewatch           |
| 318606             | 2005 JN55              | 4 de maig de 2005      | Kitt Peak            | Spacewatch           |
| 318607             | 2005 JC57              | 7 de maig de 2005      | Kitt Peak            | Spacewatch           |
| 318608             | 2005 JK58              | 7 de maig de 2005      | Catalina             | CSS                  |
| 318609             | 2005 JM63              | 3 de maig de 2005      | Catalina             | CSS                  |
| 318610             | 2005 JS64              | 4 de maig de 2005      | Kitt Peak            | Spacewatch           |
| 318611             | 2005 JY65              | 4 de maig de 2005      | Kitt Peak            | Spacewatch           |
| 318612             | 2005 JT66              | 4 de maig de 2005      | Palomar              | NEAT                 |
| 318613             | 2005 JJ69              | 6 de maig de 2005      | Kitt Peak            | Spacewatch           |
| 318614             | 2005 JD74              | 8 de maig de 2005      | Kitt Peak            | Spacewatch           |
| 318615             | 2005 JS75              | 9 de maig de 2005      | Anderson Mesa        | LONEOS               |
| 318616             | 2005 JA80              | 10 de maig de 2005     | Mount Lemmon         | Mt. Lemmon Survey    |
| 318617             | 2005 JP82              | 7 de maig de 2005      | Mount Lemmon         | Mt. Lemmon Survey    |
| 318618             | 2005 JK92              | 11 de maig de 2005     | Palomar              | NEAT                 |
| 318619             | 2005 JV102             | 9 de maig de 2005      | Catalina             | CSS                  |
| 318620             | 2005 JJ110             | 8 de maig de 2005      | Mount Lemmon         | Mt. Lemmon Survey    |
| 318621             | 2005 JF114             | 10 de maig de 2005     | Kitt Peak            | Spacewatch           |
| 318622             | 2005 JR131             | 13 de maig de 2005     | Kitt Peak            | Spacewatch           |
| 318623             | 2005 JK137             | 13 de maig de 2005     | Kitt Peak            | Spacewatch           |
| 318624             | 2005 JZ137             | 13 de maig de 2005     | Kitt Peak            | Spacewatch           |
| 318625             | 2005 JU142             | 15 de maig de 2005     | Palomar              | NEAT                 |
| 318626             | 2005 JU164             | 10 de maig de 2005     | Mount Lemmon         | Mt. Lemmon Survey    |
| 318627             | 2005 JH170             | 9 de maig de 2005      | Socorro              | LINEAR               |
| 318628             | 2005 JB177             | 11 de maig de 2005     | Palomar              | NEAT                 |
| 318629             | 2005 JH185             | 14 de maig de 2005     | Kitt Peak            | Spacewatch           |
| 318630             | 2005 KS2               | 16 de maig de 2005     | Mount Lemmon         | Mt. Lemmon Survey    |
| 318631             | 2005 KE5               | 18 de maig de 2005     | Palomar              | NEAT                 |
| 318632             | 2005 KP6               | 18 de maig de 2005     | Siding Spring        | Siding Spring Survey |
| 318633             | 2005 LG5               | 1 de juny de 2005      | Kitt Peak            | Spacewatch           |
| 318634             | 2005 LG7               | 1 de juny de 2005      | Kitt Peak            | Spacewatch           |
| 318635             | 2005 LN12              | 6 de juny de 2005      | Vail-Jarnac          | Jarnac               |
| 318636             | 2005 LB13              | 4 de juny de 2005      | Kitt Peak            | Spacewatch           |
| 318637             | 2005 LE18              | 6 de juny de 2005      | Kitt Peak            | Spacewatch           |
| 318638             | 2005 LC25              | 8 de juny de 2005      | Kitt Peak            | Spacewatch           |
| 318639             | 2005 LH29              | 27 de maig de 2005     | Campo Imperatore     | CINEOS               |
| 318640             | 2005 LT37              | 11 de juny de 2005     | Kitt Peak            | Spacewatch           |
| 318641             | 2005 LZ38              | 11 de juny de 2005     | Kitt Peak            | Spacewatch           |
| 318642             | 2005 LA41              | 10 de juny de 2005     | Kitt Peak            | Spacewatch           |
| 318643             | 2005 LW49              | 11 de juny de 2005     | Kitt Peak            | Spacewatch           |
| 318644             | 2005 MJ4               | 16 de juny de 2005     | Kitt Peak            | Spacewatch           |
| 318645             | 2005 MW15              | 24 de juny de 2005     | Palomar              | NEAT                 |
| 318646             | 2005 MH26              | 28 de juny de 2005     | Kitt Peak            | Spacewatch           |
| 318647             | 2005 MJ26              | 28 de juny de 2005     | Kitt Peak            | Spacewatch           |
| 318648             | 2005 MV27              | 19 de desembre de 2001 | Socorro              | LINEAR               |
| 318649             | 2005 MW37              | 30 de juny de 2005     | Palomar              | NEAT                 |
| 318650             | 2005 MJ41              | 30 de juny de 2005     | Kitt Peak            | Spacewatch           |
| 318651             | 2005 MF43              | 28 de juny de 2005     | Palomar              | NEAT                 |
| 318652             | 2005 MR45              | 27 de juny de 2005     | Kitt Peak            | Spacewatch           |
| 318653             | 2005 MC47              | 28 de juny de 2005     | Palomar              | NEAT                 |
| 318654             | 2005 MJ48              | 29 de juny de 2005     | Kitt Peak            | Spacewatch           |
| 318655             | 2005 MY49              | 30 de juny de 2005     | Kitt Peak            | Spacewatch           |
| 318656             | 2005 NY3               | 2 de juliol de 2005    | Kitt Peak            | Spacewatch           |
| 318657             | 2005 NZ4               | 3 de juliol de 2005    | Mount Lemmon         | Mt. Lemmon Survey    |
| 318658             | 2005 NF12              | 4 de juliol de 2005    | Mount Lemmon         | Mt. Lemmon Survey    |
| 318659             | 2005 NU13              | 5 de juliol de 2005    | Kitt Peak            | Spacewatch           |
| 318660             | 2005 NE18              | 4 de juliol de 2005    | Mount Lemmon         | Mt. Lemmon Survey    |
| 318661             | 2005 NK26              | 5 de juliol de 2005    | Mount Lemmon         | Mt. Lemmon Survey    |
| 318662             | 2005 NC49              | 6 de juliol de 2005    | Siding Spring        | Siding Spring Survey |
| 318663             | 2005 NN55              | 7 de juliol de 2005    | Reedy Creek          | J. Broughton         |
| 318664             | 2005 NO59              | 9 de juliol de 2005    | Kitt Peak            | Spacewatch           |
| 318665             | 2005 NT76              | 10 de juliol de 2005   | Kitt Peak            | Spacewatch           |
| 318666             | 2005 NJ124             | 12 de juliol de 2005   | Kitt Peak            | Spacewatch           |
| 318667             | 2005 ON9               | 27 de juliol de 2005   | Palomar              | NEAT                 |
| 318668             | 2005 OH13              | 29 de juliol de 2005   | Palomar              | NEAT                 |
| 318669             | 2005 OC16              | 29 de juliol de 2005   | Palomar              | NEAT                 |
| 318670             | 2005 OY19              | 28 de juliol de 2005   | Palomar              | NEAT                 |
| 318671             | 2005 OF21              | 28 de juliol de 2005   | Palomar              | NEAT                 |
| 318672             | 2005 PN                | 3 d'agost de 2005      | Haleakala            | NEAT                 |
| 318673             | 2005 PY9               | 4 d'agost de 2005      | Palomar              | NEAT                 |
| 318674             | 2005 PE11              | 4 d'agost de 2005      | Palomar              | NEAT                 |
| 318675             | 2005 PA16              | 4 d'agost de 2005      | Palomar              | NEAT                 |
| 318676 Bellelay    | 2005 PS16              | 10 d'agost de 2005     | Vicques              | Vicques              |
| 318677             | 2005 PO19              | 5 d'agost de 2005      | Palomar              | NEAT                 |
| 318678             | 2005 QP16              | 25 d'agost de 2005     | Palomar              | NEAT                 |
| 318679             | 2005 QH17              | 25 d'agost de 2005     | Palomar              | NEAT                 |
| 318680             | 2005 QD18              | 25 d'agost de 2005     | Palomar              | NEAT                 |
| 318681             | 2005 QZ22              | 27 d'agost de 2005     | Kitt Peak            | Spacewatch           |
| 318682             | 2005 QO30              | 29 d'agost de 2005     | Saint-Sulpice        | B. Christophe        |
| 318683             | 2005 QD35              | 25 d'agost de 2005     | Palomar              | NEAT                 |
| 318684             | 2005 QM49              | 26 d'agost de 2005     | Palomar              | NEAT                 |
| 318685             | 2005 QG52              | 27 d'agost de 2005     | Anderson Mesa        | LONEOS               |
| 318686             | 2005 QH52              | 27 d'agost de 2005     | Anderson Mesa        | LONEOS               |
| 318687             | 2005 QP52              | 27 d'agost de 2005     | Anderson Mesa        | LONEOS               |
| 318688             | 2005 QC59              | 25 d'agost de 2005     | Palomar              | NEAT                 |
| 318689             | 2005 QC62              | 26 d'agost de 2005     | Palomar              | NEAT                 |
| 318690             | 2005 QV62              | 26 d'agost de 2005     | Palomar              | NEAT                 |
| 318691             | 2005 QV63              | 26 d'agost de 2005     | Palomar              | NEAT                 |
| 318692             | 2005 QG74              | 29 d'agost de 2005     | Anderson Mesa        | LONEOS               |
| 318693             | 2005 QQ74              | 29 d'agost de 2005     | Anderson Mesa        | LONEOS               |
| 318694 Keszthelyi  | 2005 QM75              | 29 d'agost de 2005     | Piszkesteto          | Piszkesteto          |
| 318695             | 2005 QH76              | 29 d'agost de 2005     | Socorro              | LINEAR               |
| 318696             | 2005 QK80              | 28 d'agost de 2005     | Kitt Peak            | Spacewatch           |
| 318697             | 2005 QY84              | 30 d'agost de 2005     | Socorro              | LINEAR               |
| 318698 Barthalajos | 2005 QK87              | 30 d'agost de 2005     | Piszkesteto          | Piszkesteto          |
| 318699             | 2005 QN92              | 26 d'agost de 2005     | Palomar              | NEAT                 |
| 318700             | 2005 QU101             | 27 d'agost de 2005     | Palomar              | NEAT                 |

## 318701-318800
| Nom          | Designació provisional | Data de descobriment   | Lloc de descobriment | Descobridor/s     |
| ------------ | ---------------------- | ---------------------- | -------------------- | ----------------- |
| 318701       | 2005 QS102             | 27 d'agost de 2005     | Palomar              | NEAT              |
| 318702       | 2005 QY102             | 27 d'agost de 2005     | Palomar              | NEAT              |
| 318703       | 2005 QK104             | 31 de juliol de 2005   | Palomar              | NEAT              |
| 318704       | 2005 QS107             | 27 d'agost de 2005     | Palomar              | NEAT              |
| 318705       | 2005 QF113             | 27 d'agost de 2005     | Palomar              | NEAT              |
| 318706       | 2005 QX113             | 27 d'agost de 2005     | Palomar              | NEAT              |
| 318707       | 2005 QD114             | 27 d'agost de 2005     | Palomar              | NEAT              |
| 318708       | 2005 QM118             | 28 d'agost de 2005     | Kitt Peak            | Spacewatch        |
| 318709       | 2005 QD119             | 28 d'agost de 2005     | Kitt Peak            | Spacewatch        |
| 318710       | 2005 QQ133             | 28 d'agost de 2005     | Kitt Peak            | Spacewatch        |
| 318711       | 2005 QA143             | 31 d'agost de 2005     | Anderson Mesa        | LONEOS            |
| 318712       | 2005 QW151             | 29 d'agost de 2005     | Anderson Mesa        | LONEOS            |
| 318713       | 2005 QV168             | 29 d'agost de 2005     | Palomar              | NEAT              |
| 318714       | 2005 QP176             | 26 d'agost de 2005     | Palomar              | NEAT              |
| 318715       | 2005 QE177             | 26 d'agost de 2005     | Palomar              | NEAT              |
| 318716       | 2005 QP177             | 29 d'agost de 2005     | Palomar              | NEAT              |
| 318717       | 2005 QP178             | 28 d'agost de 2005     | Kitt Peak            | Spacewatch        |
| 318718       | 2005 QM179             | 25 d'agost de 2005     | Campo Imperatore     | CINEOS            |
| 318719       | 2005 QC180             | 27 d'agost de 2005     | Anderson Mesa        | LONEOS            |
| 318720       | 2005 QH183             | 31 d'agost de 2005     | Palomar              | NEAT              |
| 318721       | 2005 QL188             | 31 d'agost de 2005     | Kitt Peak            | Spacewatch        |
| 318722       | 2005 RE3               | 1 de setembre de 2005  | Haleakala            | NEAT              |
| 318723       | 2005 RN6               | 8 de setembre de 2005  | Linz                 | Linz              |
| 318724       | 2005 RT8               | 8 de setembre de 2005  | Socorro              | LINEAR            |
| 318725       | 2005 RC11              | 10 de setembre de 2005 | Anderson Mesa        | LONEOS            |
| 318726       | 2005 RR15              | 1 de setembre de 2005  | Kitt Peak            | Spacewatch        |
| 318727       | 2005 RU18              | 1 de setembre de 2005  | Kitt Peak            | Spacewatch        |
| 318728       | 2005 RC20              | 1 de setembre de 2005  | Kitt Peak            | Spacewatch        |
| 318729       | 2005 RV22              | 29 d'agost de 2005     | Kitt Peak            | Spacewatch        |
| 318730       | 2005 RK25              | 10 de setembre de 2005 | Anderson Mesa        | LONEOS            |
| 318731       | 2005 RH27              | 10 de setembre de 2005 | Anderson Mesa        | LONEOS            |
| 318732       | 2005 RX28              | 12 de setembre de 2005 | Haleakala            | NEAT              |
| 318733       | 2005 RC29              | 12 de setembre de 2005 | Haleakala            | NEAT              |
| 318734       | 2005 RW39              | 12 de setembre de 2005 | Socorro              | LINEAR            |
| 318735       | 2005 RE44              | 2 de setembre de 2005  | Palomar              | NEAT              |
| 318736       | 2005 RW47              | 13 de setembre de 2005 | Apache Point         | A. C. Becker      |
| 318737       | 2005 SV2               | 23 de setembre de 2005 | Catalina             | CSS               |
| 318738       | 2005 SC4               | 24 de setembre de 2005 | Kitt Peak            | Spacewatch        |
| 318739       | 2005 SM6               | 23 de setembre de 2005 | Kitt Peak            | Spacewatch        |
| 318740       | 2005 SA7               | 24 de setembre de 2005 | Anderson Mesa        | LONEOS            |
| 318741       | 2005 SE7               | 24 de setembre de 2005 | Kitt Peak            | Spacewatch        |
| 318742       | 2005 SL8               | 25 de setembre de 2005 | Catalina             | CSS               |
| 318743       | 2005 SV10              | 23 de setembre de 2005 | Kitt Peak            | Spacewatch        |
| 318744       | 2005 SC11              | 29 d'agost de 2005     | Anderson Mesa        | LONEOS            |
| 318745       | 2005 SJ11              | 23 de setembre de 2005 | Kitt Peak            | Spacewatch        |
| 318746       | 2005 SC16              | 26 de setembre de 2005 | Kitt Peak            | Spacewatch        |
| 318747       | 2005 SM21              | 27 de setembre de 2005 | Kitt Peak            | Spacewatch        |
| 318748       | 2005 SE24              | 24 de setembre de 2005 | Anderson Mesa        | LONEOS            |
| 318749       | 2005 SK32              | 23 de setembre de 2005 | Kitt Peak            | Spacewatch        |
| 318750       | 2005 SA33              | 23 de setembre de 2005 | Kitt Peak            | Spacewatch        |
| 318751       | 2005 SS35              | 23 de setembre de 2005 | Kitt Peak            | Spacewatch        |
| 318752       | 2005 SG36              | 24 de setembre de 2005 | Kitt Peak            | Spacewatch        |
| 318753       | 2005 ST37              | 24 de setembre de 2005 | Kitt Peak            | Spacewatch        |
| 318754       | 2005 SK38              | 24 de setembre de 2005 | Kitt Peak            | Spacewatch        |
| 318755       | 2005 SX38              | 24 de setembre de 2005 | Kitt Peak            | Spacewatch        |
| 318756       | 2005 SC41              | 24 de setembre de 2005 | Kitt Peak            | Spacewatch        |
| 318757       | 2005 SN41              | 24 de setembre de 2005 | Kitt Peak            | Spacewatch        |
| 318758       | 2005 ST43              | 24 de setembre de 2005 | Kitt Peak            | Spacewatch        |
| 318759       | 2005 SA46              | 24 de setembre de 2005 | Kitt Peak            | Spacewatch        |
| 318760       | 2005 SA47              | 24 de setembre de 2005 | Kitt Peak            | Spacewatch        |
| 318761       | 2005 ST47              | 24 de setembre de 2005 | Kitt Peak            | Spacewatch        |
| 318762       | 2005 SZ48              | 24 de setembre de 2005 | Kitt Peak            | Spacewatch        |
| 318763       | 2005 SE55              | 25 de setembre de 2005 | Kitt Peak            | Spacewatch        |
| 318764       | 2005 SY60              | 26 de setembre de 2005 | Kitt Peak            | Spacewatch        |
| 318765       | 2005 SP62              | 26 de setembre de 2005 | Kitt Peak            | Spacewatch        |
| 318766       | 2005 SU62              | 26 de setembre de 2005 | Kitt Peak            | Spacewatch        |
| 318767       | 2005 SK72              | 23 de setembre de 2005 | Catalina             | CSS               |
| 318768       | 2005 SQ72              | 23 de setembre de 2005 | Anderson Mesa        | LONEOS            |
| 318769       | 2005 SV74              | 24 de setembre de 2005 | Kitt Peak            | Spacewatch        |
| 318770       | 2005 SL75              | 24 de setembre de 2005 | Kitt Peak            | Spacewatch        |
| 318771       | 2005 SM76              | 24 de setembre de 2005 | Kitt Peak            | Spacewatch        |
| 318772       | 2005 SO78              | 24 de setembre de 2005 | Kitt Peak            | Spacewatch        |
| 318773       | 2005 SW85              | 24 de setembre de 2005 | Kitt Peak            | Spacewatch        |
| 318774       | 2005 SW87              | 24 de setembre de 2005 | Kitt Peak            | Spacewatch        |
| 318775       | 2005 SF90              | 24 de setembre de 2005 | Kitt Peak            | Spacewatch        |
| 318776       | 2005 SC92              | 24 de setembre de 2005 | Kitt Peak            | Spacewatch        |
| 318777       | 2005 SS92              | 24 de setembre de 2005 | Kitt Peak            | Spacewatch        |
| 318778       | 2005 SC93              | 24 de setembre de 2005 | Kitt Peak            | Spacewatch        |
| 318779       | 2005 SR98              | 25 de setembre de 2005 | Kitt Peak            | Spacewatch        |
| 318780       | 2005 SL100             | 25 de setembre de 2005 | Kitt Peak            | Spacewatch        |
| 318781       | 2005 SC101             | 25 de setembre de 2005 | Kitt Peak            | Spacewatch        |
| 318782       | 2005 SG101             | 25 de setembre de 2005 | Kitt Peak            | Spacewatch        |
| 318783       | 2005 SP101             | 25 de setembre de 2005 | Kitt Peak            | Spacewatch        |
| 318784       | 2005 SJ103             | 25 de setembre de 2005 | Palomar              | NEAT              |
| 318785       | 2005 SS108             | 26 de setembre de 2005 | Kitt Peak            | Spacewatch        |
| 318786       | 2005 SU116             | 28 de setembre de 2005 | Palomar              | NEAT              |
| 318787       | 2005 SX117             | 28 de setembre de 2005 | Palomar              | NEAT              |
| 318788       | 2005 SS118             | 28 de setembre de 2005 | Palomar              | NEAT              |
| 318789       | 2005 SH125             | 29 de setembre de 2005 | Mount Lemmon         | Mt. Lemmon Survey |
| 318790       | 2005 SJ126             | 29 de setembre de 2005 | Mount Lemmon         | Mt. Lemmon Survey |
| 318791       | 2005 SB127             | 29 de setembre de 2005 | Mount Lemmon         | Mt. Lemmon Survey |
| 318792       | 2005 SO128             | 29 de setembre de 2005 | Mount Lemmon         | Mt. Lemmon Survey |
| 318793       | 2005 SF130             | 29 de setembre de 2005 | Anderson Mesa        | LONEOS            |
| 318794 Uglia | 2005 SL134             | 25 de setembre de 2005 | Andrushivka          | Andrushivka       |
| 318795       | 2005 SM136             | 24 de setembre de 2005 | Kitt Peak            | Spacewatch        |
| 318796       | 2005 SZ136             | 24 de setembre de 2005 | Kitt Peak            | Spacewatch        |
| 318797       | 2005 SQ137             | 24 de setembre de 2005 | Kitt Peak            | Spacewatch        |
| 318798       | 2005 SZ141             | 25 de setembre de 2005 | Kitt Peak            | Spacewatch        |
| 318799       | 2005 SA142             | 25 de setembre de 2005 | Kitt Peak            | Spacewatch        |
| 318800       | 2005 SJ144             | 25 de setembre de 2005 | Kitt Peak            | Spacewatch        |

## 318801-318900
| Nom    | Designació provisional | Data de descobriment   | Lloc de descobriment | Descobridor/s     |
| ------ | ---------------------- | ---------------------- | -------------------- | ----------------- |
| 318801 | 2005 SH147             | 25 de setembre de 2005 | Kitt Peak            | Spacewatch        |
| 318802 | 2005 SN151             | 25 de setembre de 2005 | Kitt Peak            | Spacewatch        |
| 318803 | 2005 SC155             | 26 de setembre de 2005 | Kitt Peak            | Spacewatch        |
| 318804 | 2005 SL156             | 26 de setembre de 2005 | Kitt Peak            | Spacewatch        |
| 318805 | 2005 SH158             | 26 de setembre de 2005 | Kitt Peak            | Spacewatch        |
| 318806 | 2005 SJ162             | 27 de setembre de 2005 | Kitt Peak            | Spacewatch        |
| 318807 | 2005 SF165             | 28 de setembre de 2005 | Palomar              | NEAT              |
| 318808 | 2005 SH166             | 28 de setembre de 2005 | Palomar              | NEAT              |
| 318809 | 2005 SV166             | 28 de setembre de 2005 | Palomar              | NEAT              |
| 318810 | 2005 SG170             | 29 de setembre de 2005 | Kitt Peak            | Spacewatch        |
| 318811 | 2005 SQ170             | 29 de setembre de 2005 | Kitt Peak            | Spacewatch        |
| 318812 | 2005 SD173             | 29 de setembre de 2005 | Kitt Peak            | Spacewatch        |
| 318813 | 2005 SO173             | 29 de setembre de 2005 | Kitt Peak            | Spacewatch        |
| 318814 | 2005 SS174             | 29 de setembre de 2005 | Kitt Peak            | Spacewatch        |
| 318815 | 2005 SE177             | 29 de setembre de 2005 | Kitt Peak            | Spacewatch        |
| 318816 | 2005 SR181             | 29 de setembre de 2005 | Kitt Peak            | Spacewatch        |
| 318817 | 2005 SX188             | 29 de setembre de 2005 | Mount Lemmon         | Mt. Lemmon Survey |
| 318818 | 2005 SE191             | 29 de setembre de 2005 | Palomar              | NEAT              |
| 318819 | 2005 SH193             | 29 de setembre de 2005 | Kitt Peak            | Spacewatch        |
| 318820 | 2005 SW195             | 30 de setembre de 2005 | Kitt Peak            | Spacewatch        |
| 318821 | 2005 SA203             | 30 de setembre de 2005 | Palomar              | NEAT              |
| 318822 | 2005 SM205             | 30 de setembre de 2005 | Palomar              | NEAT              |
| 318823 | 2005 SR211             | 30 de setembre de 2005 | Mount Lemmon         | Mt. Lemmon Survey |
| 318824 | 2005 SO213             | 30 de setembre de 2005 | Kitt Peak            | Spacewatch        |
| 318825 | 2005 SB215             | 30 de setembre de 2005 | Catalina             | CSS               |
| 318826 | 2005 SB218             | 30 de setembre de 2005 | Palomar              | NEAT              |
| 318827 | 2005 SK220             | 29 de setembre de 2005 | Catalina             | CSS               |
| 318828 | 2005 SP227             | 30 de setembre de 2005 | Kitt Peak            | Spacewatch        |
| 318829 | 2005 SV232             | 30 de setembre de 2005 | Mount Lemmon         | Mt. Lemmon Survey |
| 318830 | 2005 SU233             | 30 de setembre de 2005 | Mount Lemmon         | Mt. Lemmon Survey |
| 318831 | 2005 SK240             | 30 de setembre de 2005 | Kitt Peak            | Spacewatch        |
| 318832 | 2005 SO240             | 25 de setembre de 2005 | Kitt Peak            | Spacewatch        |
| 318833 | 2005 SP247             | 30 de setembre de 2005 | Kitt Peak            | Spacewatch        |
| 318834 | 2005 SK249             | 30 de setembre de 2005 | Mount Lemmon         | Mt. Lemmon Survey |
| 318835 | 2005 SO253             | 23 de setembre de 2005 | Palomar              | NEAT              |
| 318836 | 2005 SD257             | 22 de setembre de 2005 | Palomar              | NEAT              |
| 318837 | 2005 SQ260             | 23 de setembre de 2005 | Kitt Peak            | Spacewatch        |
| 318838 | 2005 SJ261             | 27 de setembre de 2005 | Palomar              | NEAT              |
| 318839 | 2005 ST262             | 23 de setembre de 2005 | Kitt Peak            | Spacewatch        |
| 318840 | 2005 SW266             | 29 de setembre de 2005 | Anderson Mesa        | LONEOS            |
| 318841 | 2005 SZ266             | 29 de setembre de 2005 | Mount Lemmon         | Mt. Lemmon Survey |
| 318842 | 2005 SX269             | 29 de setembre de 2005 | Palomar              | NEAT              |
| 318843 | 2005 SV273             | 27 de setembre de 2005 | Kitt Peak            | Spacewatch        |
| 318844 | 2005 SG277             | 25 de març de 2003     | Anderson Mesa        | LONEOS            |
| 318845 | 2005 SQ283             | 21 de setembre de 2005 | Apache Point         | A. C. Becker      |
| 318846 | 2005 SZ291             | 27 de setembre de 2005 | Kitt Peak            | Spacewatch        |
| 318847 | 2005 TZ2               | 1 d'octubre de 2005    | Catalina             | CSS               |
| 318848 | 2005 TK5               | 1 d'octubre de 2005    | Catalina             | CSS               |
| 318849 | 2005 TG11              | 1 d'octubre de 2005    | Kitt Peak            | Spacewatch        |
| 318850 | 2005 TJ15              | 1 d'octubre de 2005    | Anderson Mesa        | LONEOS            |
| 318851 | 2005 TX16              | 1 d'octubre de 2005    | Anderson Mesa        | LONEOS            |
| 318852 | 2005 TU17              | 1 d'octubre de 2005    | Mount Lemmon         | Mt. Lemmon Survey |
| 318853 | 2005 TS31              | 1 d'octubre de 2005    | Kitt Peak            | Spacewatch        |
| 318854 | 2005 TV36              | 1 d'octubre de 2005    | Kitt Peak            | Spacewatch        |
| 318855 | 2005 TS39              | 1 d'octubre de 2005    | Kitt Peak            | Spacewatch        |
| 318856 | 2005 TQ41              | 2 de setembre de 2000  | Kitt Peak            | Spacewatch        |
| 318857 | 2005 TX41              | 3 d'octubre de 2005    | Socorro              | LINEAR            |
| 318858 | 2005 TH51              | 13 d'octubre de 2005   | Mount Lemmon         | Mt. Lemmon Survey |
| 318859 | 2005 TX54              | 4 d'octubre de 2005    | Mount Lemmon         | Mt. Lemmon Survey |
| 318860 | 2005 TO56              | 1 d'octubre de 2005    | Mount Lemmon         | Mt. Lemmon Survey |
| 318861 | 2005 TJ57              | 1 d'octubre de 2005    | Mount Lemmon         | Mt. Lemmon Survey |
| 318862 | 2005 TD60              | 3 d'octubre de 2005    | Kitt Peak            | Spacewatch        |
| 318863 | 2005 TR61              | 3 d'octubre de 2005    | Kitt Peak            | Spacewatch        |
| 318864 | 2005 TC63              | 4 d'octubre de 2005    | Mount Lemmon         | Mt. Lemmon Survey |
| 318865 | 2005 TC71              | 6 d'octubre de 2005    | Mount Lemmon         | Mt. Lemmon Survey |
| 318866 | 2005 TO73              | 6 d'octubre de 2005    | Catalina             | CSS               |
| 318867 | 2005 TP76              | 5 d'octubre de 2005    | Catalina             | CSS               |
| 318868 | 2005 TY79              | 2 d'octubre de 2005    | Palomar              | NEAT              |
| 318869 | 2005 TF81              | 3 d'octubre de 2005    | Kitt Peak            | Spacewatch        |
| 318870 | 2005 TX81              | 3 d'octubre de 2005    | Kitt Peak            | Spacewatch        |
| 318871 | 2005 TV84              | 3 d'octubre de 2005    | Kitt Peak            | Spacewatch        |
| 318872 | 2005 TZ88              | 5 d'octubre de 2005    | Mount Lemmon         | Mt. Lemmon Survey |
| 318873 | 2005 TH91              | 6 d'octubre de 2005    | Mount Lemmon         | Mt. Lemmon Survey |
| 318874 | 2005 TT97              | 6 d'octubre de 2005    | Mount Lemmon         | Mt. Lemmon Survey |
| 318875 | 2005 TS100             | 7 d'octubre de 2005    | Kitt Peak            | Spacewatch        |
| 318876 | 2005 TO102             | 7 d'octubre de 2005    | Mount Lemmon         | Mt. Lemmon Survey |
| 318877 | 2005 TP104             | 8 d'octubre de 2005    | Catalina             | CSS               |
| 318878 | 2005 TX109             | 7 d'octubre de 2005    | Kitt Peak            | Spacewatch        |
| 318879 | 2005 TW113             | 7 d'octubre de 2005    | Kitt Peak            | Spacewatch        |
| 318880 | 2005 TG114             | 7 d'octubre de 2005    | Kitt Peak            | Spacewatch        |
| 318881 | 2005 TZ114             | 7 d'octubre de 2005    | Kitt Peak            | Spacewatch        |
| 318882 | 2005 TZ118             | 7 d'octubre de 2005    | Kitt Peak            | Spacewatch        |
| 318883 | 2005 TJ123             | 26 de setembre de 2005 | Kitt Peak            | Spacewatch        |
| 318884 | 2005 TA126             | 7 d'octubre de 2005    | Kitt Peak            | Spacewatch        |
| 318885 | 2005 TB127             | 7 d'octubre de 2005    | Kitt Peak            | Spacewatch        |
| 318886 | 2005 TG128             | 7 d'octubre de 2005    | Kitt Peak            | Spacewatch        |
| 318887 | 2005 TP135             | 6 d'octubre de 2005    | Kitt Peak            | Spacewatch        |
| 318888 | 2005 TB140             | 8 d'octubre de 2005    | Kitt Peak            | Spacewatch        |
| 318889 | 2005 TK145             | 8 d'octubre de 2005    | Kitt Peak            | Spacewatch        |
| 318890 | 2005 TX154             | 9 d'octubre de 2005    | Kitt Peak            | Spacewatch        |
| 318891 | 2005 TK163             | 9 d'octubre de 2005    | Kitt Peak            | Spacewatch        |
| 318892 | 2005 TP163             | 9 d'octubre de 2005    | Kitt Peak            | Spacewatch        |
| 318893 | 2005 TK164             | 9 d'octubre de 2005    | Kitt Peak            | Spacewatch        |
| 318894 | 2005 TJ168             | 9 d'octubre de 2005    | Kitt Peak            | Spacewatch        |
| 318895 | 2005 TK176             | 1 d'octubre de 2005    | Mount Lemmon         | Mt. Lemmon Survey |
| 318896 | 2005 TM176             | 1 d'octubre de 2005    | Socorro              | LINEAR            |
| 318897 | 2005 TA177             | 1 d'octubre de 2005    | Anderson Mesa        | LONEOS            |
| 318898 | 2005 TB178             | 1 d'octubre de 2005    | Catalina             | CSS               |
| 318899 | 2005 TE186             | 7 d'octubre de 2005    | Kitt Peak            | Spacewatch        |
| 318900 | 2005 TR186             | 24 de setembre de 2005 | Kitt Peak            | Spacewatch        |

## 318901-319000
| Nom    | Designació provisional | Data de descobriment | Lloc de descobriment | Descobridor/s     |
| ------ | ---------------------- | -------------------- | -------------------- | ----------------- |
| 318901 | 2005 TN190             | 10 d'octubre de 2005 | Catalina             | CSS               |
| 318902 | 2005 UR5               | 25 d'octubre de 2005 | Socorro              | LINEAR            |
| 318903 | 2005 UQ8               | 27 d'octubre de 2005 | Ottmarsheim          | C. Rinner         |
| 318904 | 2005 UF9               | 21 d'octubre de 2005 | Palomar              | NEAT              |
| 318905 | 2005 UO18              | 22 d'octubre de 2005 | Kitt Peak            | Spacewatch        |
| 318906 | 2005 UT21              | 23 d'octubre de 2005 | Kitt Peak            | Spacewatch        |
| 318907 | 2005 UC24              | 23 d'octubre de 2005 | Kitt Peak            | Spacewatch        |
| 318908 | 2005 UK24              | 23 d'octubre de 2005 | Kitt Peak            | Spacewatch        |
| 318909 | 2005 UC32              | 24 d'octubre de 2005 | Kitt Peak            | Spacewatch        |
| 318910 | 2005 US40              | 24 d'octubre de 2005 | Kitt Peak            | Spacewatch        |
| 318911 | 2005 UE43              | 22 d'octubre de 2005 | Kitt Peak            | Spacewatch        |
| 318912 | 2005 US45              | 22 d'octubre de 2005 | Catalina             | CSS               |
| 318913 | 2005 UB46              | 22 d'octubre de 2005 | Catalina             | CSS               |
| 318914 | 2005 UV46              | 22 d'octubre de 2005 | Kitt Peak            | Spacewatch        |
| 318915 | 2005 UY49              | 23 d'octubre de 2005 | Catalina             | CSS               |
| 318916 | 2005 UM57              | 24 d'octubre de 2005 | Anderson Mesa        | LONEOS            |
| 318917 | 2005 UQ58              | 24 d'octubre de 2005 | Kitt Peak            | Spacewatch        |
| 318918 | 2005 UH60              | 25 d'octubre de 2005 | Anderson Mesa        | LONEOS            |
| 318919 | 2005 UC62              | 25 d'octubre de 2005 | Mount Lemmon         | Mt. Lemmon Survey |
| 318920 | 2005 UC70              | 23 d'octubre de 2005 | Catalina             | CSS               |
| 318921 | 2005 UM73              | 23 d'octubre de 2005 | Palomar              | NEAT              |
| 318922 | 2005 UP77              | 24 d'octubre de 2005 | Palomar              | NEAT              |
| 318923 | 2005 UT79              | 25 d'octubre de 2005 | Mount Lemmon         | Mt. Lemmon Survey |
| 318924 | 2005 UV86              | 22 d'octubre de 2005 | Kitt Peak            | Spacewatch        |
| 318925 | 2005 UF91              | 22 d'octubre de 2005 | Kitt Peak            | Spacewatch        |
| 318926 | 2005 UY91              | 22 d'octubre de 2005 | Kitt Peak            | Spacewatch        |
| 318927 | 2005 UB92              | 22 d'octubre de 2005 | Kitt Peak            | Spacewatch        |
| 318928 | 2005 UJ94              | 22 d'octubre de 2005 | Kitt Peak            | Spacewatch        |
| 318929 | 2005 UB95              | 22 d'octubre de 2005 | Kitt Peak            | Spacewatch        |
| 318930 | 2005 UC104             | 22 d'octubre de 2005 | Kitt Peak            | Spacewatch        |
| 318931 | 2005 UP104             | 22 d'octubre de 2005 | Kitt Peak            | Spacewatch        |
| 318932 | 2005 UB105             | 22 d'octubre de 2005 | Kitt Peak            | Spacewatch        |
| 318933 | 2005 UH107             | 22 d'octubre de 2005 | Kitt Peak            | Spacewatch        |
| 318934 | 2005 UT111             | 22 d'octubre de 2005 | Kitt Peak            | Spacewatch        |
| 318935 | 2005 UH123             | 6 d'abril de 2003    | Kitt Peak            | Spacewatch        |
| 318936 | 2005 UQ124             | 24 d'octubre de 2005 | Kitt Peak            | Spacewatch        |
| 318937 | 2005 UC125             | 24 d'octubre de 2005 | Kitt Peak            | Spacewatch        |
| 318938 | 2005 UR132             | 24 d'octubre de 2005 | Palomar              | NEAT              |
| 318939 | 2005 UD138             | 25 d'octubre de 2005 | Mount Lemmon         | Mt. Lemmon Survey |
| 318940 | 2005 UH141             | 25 d'octubre de 2005 | Catalina             | CSS               |
| 318941 | 2005 UR143             | 25 d'octubre de 2005 | Kitt Peak            | Spacewatch        |
| 318942 | 2005 UL149             | 26 d'octubre de 2005 | Kitt Peak            | Spacewatch        |
| 318943 | 2005 UM154             | 26 d'octubre de 2005 | Kitt Peak            | Spacewatch        |
| 318944 | 2005 UD161             | 22 d'octubre de 2005 | Palomar              | NEAT              |
| 318945 | 2005 UB163             | 23 d'octubre de 2005 | Kitt Peak            | Spacewatch        |
| 318946 | 2005 UA173             | 24 d'octubre de 2005 | Kitt Peak            | Spacewatch        |
| 318947 | 2005 UL191             | 27 d'octubre de 2005 | Mount Lemmon         | Mt. Lemmon Survey |
| 318948 | 2005 UD195             | 22 d'octubre de 2005 | Kitt Peak            | Spacewatch        |
| 318949 | 2005 UD200             | 25 d'octubre de 2005 | Kitt Peak            | Spacewatch        |
| 318950 | 2005 UY213             | 22 d'octubre de 2005 | Palomar              | NEAT              |
| 318951 | 2005 UP215             | 23 d'octubre de 2005 | Catalina             | CSS               |
| 318952 | 2005 UX216             | 26 d'octubre de 2005 | Kitt Peak            | Spacewatch        |
| 318953 | 2005 UT219             | 25 d'octubre de 2005 | Kitt Peak            | Spacewatch        |
| 318954 | 2005 UW223             | 25 d'octubre de 2005 | Kitt Peak            | Spacewatch        |
| 318955 | 2005 UV226             | 25 d'octubre de 2005 | Kitt Peak            | Spacewatch        |
| 318956 | 2005 UA231             | 25 d'octubre de 2005 | Mount Lemmon         | Mt. Lemmon Survey |
| 318957 | 2005 UE231             | 25 d'octubre de 2005 | Mount Lemmon         | Mt. Lemmon Survey |
| 318958 | 2005 UC244             | 25 d'octubre de 2005 | Kitt Peak            | Spacewatch        |
| 318959 | 2005 UT244             | 25 d'octubre de 2005 | Kitt Peak            | Spacewatch        |
| 318960 | 2005 UX245             | 27 d'octubre de 2005 | Mount Lemmon         | Mt. Lemmon Survey |
| 318961 | 2005 UV247             | 28 d'octubre de 2005 | Mount Lemmon         | Mt. Lemmon Survey |
| 318962 | 2005 UB249             | 28 d'octubre de 2005 | Mount Lemmon         | Mt. Lemmon Survey |
| 318963 | 2005 UW249             | 28 d'octubre de 2005 | Mount Lemmon         | Mt. Lemmon Survey |
| 318964 | 2005 UK254             | 22 d'octubre de 2005 | Kitt Peak            | Spacewatch        |
| 318965 | 2005 UY259             | 25 d'octubre de 2005 | Kitt Peak            | Spacewatch        |
| 318966 | 2005 UR275             | 29 d'octubre de 2005 | Catalina             | CSS               |
| 318967 | 2005 UO278             | 24 d'octubre de 2005 | Kitt Peak            | Spacewatch        |
| 318968 | 2005 UX283             | 26 d'octubre de 2005 | Kitt Peak            | Spacewatch        |
| 318969 | 2005 UF286             | 26 d'octubre de 2005 | Kitt Peak            | Spacewatch        |
| 318970 | 2005 UD290             | 26 d'octubre de 2005 | Kitt Peak            | Spacewatch        |
| 318971 | 2005 UN290             | 26 d'octubre de 2005 | Kitt Peak            | Spacewatch        |
| 318972 | 2005 UK292             | 26 d'octubre de 2005 | Kitt Peak            | Spacewatch        |
| 318973 | 2005 UQ293             | 26 d'octubre de 2005 | Kitt Peak            | Spacewatch        |
| 318974 | 2005 UF296             | 26 d'octubre de 2005 | Kitt Peak            | Spacewatch        |
| 318975 | 2005 UD297             | 26 d'octubre de 2005 | Kitt Peak            | Spacewatch        |
| 318976 | 2005 UK302             | 26 d'octubre de 2005 | Kitt Peak            | Spacewatch        |
| 318977 | 2005 UP310             | 29 d'octubre de 2005 | Kitt Peak            | Spacewatch        |
| 318978 | 2005 UK312             | 29 d'octubre de 2005 | Catalina             | CSS               |
| 318979 | 2005 UB319             | 27 d'octubre de 2005 | Kitt Peak            | Spacewatch        |
| 318980 | 2005 UJ320             | 27 d'octubre de 2005 | Mount Lemmon         | Mt. Lemmon Survey |
| 318981 | 2005 UA324             | 29 d'octubre de 2005 | Mount Lemmon         | Mt. Lemmon Survey |
| 318982 | 2005 UX337             | 31 d'octubre de 2005 | Kitt Peak            | Spacewatch        |
| 318983 | 2005 UF345             | 29 d'octubre de 2005 | Mount Lemmon         | Mt. Lemmon Survey |
| 318984 | 2005 UZ353             | 29 d'octubre de 2005 | Catalina             | CSS               |
| 318985 | 2005 UB355             | 29 d'octubre de 2005 | Catalina             | CSS               |
| 318986 | 2005 UR365             | 27 d'octubre de 2005 | Kitt Peak            | Spacewatch        |
| 318987 | 2005 UJ372             | 27 d'octubre de 2005 | Kitt Peak            | Spacewatch        |
| 318988 | 2005 UC378             | 28 d'octubre de 2005 | Mount Lemmon         | Mt. Lemmon Survey |
| 318989 | 2005 UX378             | 2 d'octubre de 2005  | Mount Lemmon         | Mt. Lemmon Survey |
| 318990 | 2005 UD388             | 26 d'octubre de 2005 | Kitt Peak            | Spacewatch        |
| 318991 | 2005 UT389             | 29 d'octubre de 2005 | Mount Lemmon         | Mt. Lemmon Survey |
| 318992 | 2005 UD395             | 30 d'octubre de 2005 | Mount Lemmon         | Mt. Lemmon Survey |
| 318993 | 2005 UU399             | 25 d'octubre de 2005 | Mount Lemmon         | Mt. Lemmon Survey |
| 318994 | 2005 UP406             | 30 d'octubre de 2005 | Catalina             | CSS               |
| 318995 | 2005 UX413             | 25 d'octubre de 2005 | Kitt Peak            | Spacewatch        |
| 318996 | 2005 UU414             | 25 d'octubre de 2005 | Kitt Peak            | Spacewatch        |
| 318997 | 2005 UA417             | 25 d'octubre de 2005 | Kitt Peak            | Spacewatch        |
| 318998 | 2005 UN419             | 25 d'octubre de 2005 | Kitt Peak            | Spacewatch        |
| 318999 | 2005 UB421             | 26 d'octubre de 2005 | Kitt Peak            | Spacewatch        |
| 319000 | 2005 UV429             | 28 d'octubre de 2005 | Kitt Peak            | Spacewatch        |